# قوات الأمن الخاصة النازية
الوحدة الوقائية أو قوات الأمن الخاصة أو وحدات إس إس أو شوتزشتافل (بالألمانية: Schutzstaffel)؛ (تُلفظ بالألمانية: [ˈʃʊtsˌʃtafl̩]  ( سماع) إس إٍس؛ منمق بالأحرف الرونية ᛋᛋ)، وتعني حرفيًا «سرب الحماية» كانت منظمة شبه عسكرية كبرى بقيادة أدولف هتلر والحزب النازي في ألمانيا النازية، وبعد ذلك في جميع أنحاء أوروبا التي احتلتها ألمانيا خلال الحرب العالمية الثانية. بدأت بوحدة حراسة صغيرة تعرف باسم «Saal-Schutz» وتعني بالألمانية "قاعة الأمن" مؤلفة من متطوعين من الحزب النازي لتوفير الأمن لاجتماعات الحزب في ميونيخ. في عام 1925، انضم هاينريش هيملر إلى الوحدة التي أُعِيد تنظيمها وأُعْطِيَت اسمها النهائي. تحت إدارته (1929-1945) نمت من تشكيل شبه عسكري صغير خلال جمهورية فايمار إلى واحدة من أقوى المنظمات في ألمانيا النازية. في سنة 1926 وضعت تحت إمرة الإس آي الجناح العسكري للحزب النازي المعروفة باسم كتيبة العاصفة. منذ عام 1929 وحتى انهيار النظام في عام 1945، كانت قوات الأمن الخاصة أول وكالة للأمن ومن مهام الموكلة للوحدة هي مراقبة الجمهور وتنفيذ أعمال العنف والقتل مايُعرف بإرهاب الدولة داخل ألمانيا وأجزاء من أوروبا التي كانت تحت الاحتلال الألماني. أصبحت في سنة 1939 وحدة شبه عسكرية مستقلة تضطلع بمهام بوليسية في صلب الحزب النازي ولكن في سنة 1945 حُظِّر عملها ومنعت هذه المنظمة واعتبرت منظمة إجرامية للدور الذي قامت به في المحرقة.
لقد أنشأ أدولف هتلر فرقة لحمايتهِ وتنظيم أماكن إلقاء خطبهِ وكانت حينها تعرف باسم فرقة حماية القاعات. وكانت هذه الوحدة تتكون من كل من يوليوس شريك ويوزيف بيرشتولد اللذان كانا عضوان في كتيبة العاصفة الأس أي ومن بعض عناصر المدفعية التابعة لميونخ. طرأت سنة 1923 خلافات داخلية بين هيرمن إيرهارت من جهة وإيرنست روم وأدولف هتلر من جهة أخرى فحُلَّت هذه الوحدة وتكوين ما يعرف بقوات الصدمة (Stroßtrupp) من 12 عنصر من الأس أي. وكانت مهمة فرقة الصدام أوليا حماية هتلر من هجمات فرق الهجوم التابعة للحزب النازي. وكان كل من يوليوس شريك وجوزيف بيرشتولد يتوليان قيادة فرق الصدام المتكونة من أولريش غراف وإيميل موريس وكريستيان فيبر وجوزبف ديتريش ورودولف هيس وجاكوب غريمينغر وبالإضافة إلى فلتر بوخ وكارل فيلر. وذلك بعد المحاولة الانقلابية الفاشلة لهتلر أُلْغِيَت هذه المنظمة في سنة 1923. تلقى يوليوس شريك الأوامر -سنة 1925- من هتلر بإعادة تكوين وحدات حماية القاعات اختار ثمانية أشخاص من وحدة الصدام وكون بذلك النواة الأولى لوحدة الأس أس التي تدرجت عبر عدة مسميات مثل حماية القاعات وفريق الحماية مرورا بفريق الهجوم ليستقر اسم على وحدة الوقاية الذي إختاره هيرمن غورينغ نسبة إلى تسمية إحدى وحدات الطياران الألماني. وسرعان ما تطورت هذه المنظمة لتشمل كل ألمانيا والآلاف من المنتسبين.
كانت المجموعتان الرئيسيتان هما ألجيماينه إس إس (General SS) وفافن إس إس (إس إس المسلحة). كان جهاز ألجيماينه إس إس مسؤولاً عن تطبيق السياسة العنصرية لألمانيا النازية والشرطة العامة، في حين تكونت فافن إس إس من وحدات قتالية داخل الجيش الألماني النازي. المكونة من وحدات الجماجم (إس إس) التي تدير معسكرات الاعتقال ومعسكرات الإبادة. شملت التقسيمات الفرعية الإضافية لها منظمات غيستابو والشرطة الأمنية الألمانية تم تكليفهم بالكشف عن الأعداء الفعليين أو المحتملين للدولة النازية، وتحييد أي معارضة، وضبط الشرطة الألمانية لالزامها بالإيديولوجية النازية، وتوفير الاستخبارات المحلية والأجنبية.
وضعت قيود صارمة على عملية تكوين وحدات الأس أس. حيث كان قادة وحدات الهجوم الأس أي يريدون للأس أس أن تبقى تحت سيطرتهم. فكان يمنع أن تتخطى نسبة المنتمين الأس أس أكثر من عشرة بالمائة من عدد المنتمين للأس أي كما لم يسمح في البدء في تكوين وحدة أس أس في المقاطعات الألمانية إلا بعد تكوين وحدة أس أي كاملة. نظرا لعدم رضاه عن هذا الوضع قدم يوزيف بيرشتولد استقالته من منصب قيادة الأس أس في سنة 1927 وخلفه إيرهارد هايدن الذي سمى هاينريش هيملر كمساعد له. ولم يؤخذ هايدن على محمل الجد من قبل قيادات الأس أي فيما كانت عناصر الأس أس تعتبر عناصر الأس أي من الرعاع محبي الشغب وترى نفسها على أنها تنظيم نخبوي. وكانت الأس تنظر بحذر للأسس خاصة وأن هتلر ائتمن هذه لأخيرة على ما يعرف براية الدم سنة 1926. في سنة 1929 أقال هتلر هايدن من منصبه كقائد للأس أس وذلك لأنه كان يحيك سراويل بذلته العسكرية عند حائك يهودي. فطلب هايدن شطب اسمه من كل قوائم الأس أس وانخرط في الأس أي إلا أنه تم اغتياله سنة 1933 في ميونيخ بعد أن أعطى مساعده هاينرش هيملر الأوامر بقتله.
كانت المنظمة الأكثر مسؤولية عن القتل الجماعي لحوالي 5.5 إلى 6 ملايين يهودي وملايين الضحايا الآخرين خلال الهولوكوست. بدات الإس إس بنشر الذعر في بداية 1933 بين الملايين من الشيوعيين واليهود والغجر، والمعارضين والمثليين الذين ارسلوا بدون محاكمة إلى معسكرات الاعتقال.  ارتكب أعضاء من جميع فروعها جرائم حرب وجرائم ضد الإنسانية خلال الحرب العالمية الثانية (1939-1945). وشاركت أيضاً في المؤسسات التجارية واستغلت السجناء في معسكرات الاعتقال كرقيق. بعد هزيمة ألمانيا النازية، تم الحكم عليها والحزب النازي من قبل المحكمة العسكرية الدولية في نورمبرغ على أنها منظمات إجرامية. أُدين إرنست كالتنبرونر، رئيس القسم الرئيسي فيها الباقي على قيد الحياة، بتهمة ارتكاب جرائم ضد الإنسانية في محاكمات نورمبرغ وشنق في عام 1946.

## الأصول

### بدايتها

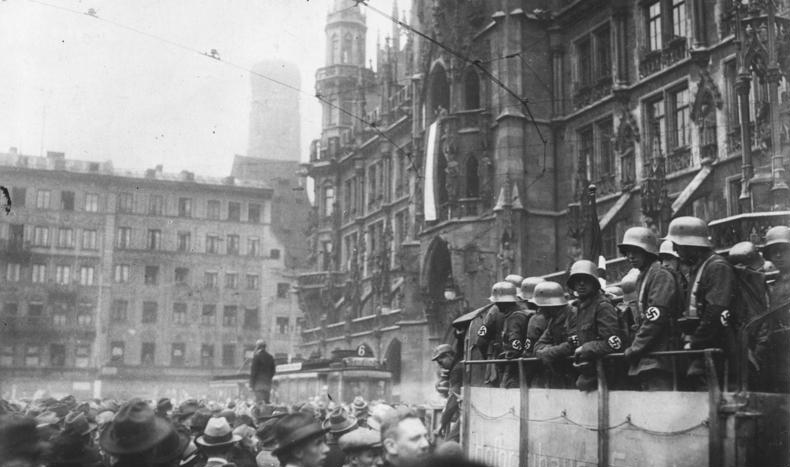
أنصار الحزب النازي وstormtroopers في ميونيخ خلال انقلاب بير هول، 1923

بحلول عام 1923، أنشأ الحزب النازي بقيادة أدولف هتلر وحدة حراسة صغيرة من متطوعين تعرف باسم Saal-Schutz (أمن أو حماية القاعات) لتوفير الأمن لاجتماعاتهم في ميونيخ.   أمر هتلر في نفس العام بتشكيل وحدة حراسة شخصية صغيرة مخصصة لخدمته الشخصية. تمنى أن يكون منفصلة عن «الكتلة المشتبه بها» للحزب، وهي كتيبة العاصفة شبه العسكرية، والتي لم يثق بها.  تم تشكيل التشكيل الجديد باسم Stabswache (حرس الأركان).  تالفت الوحدة في الأصل الوحدة من ثمانية رجال، بقيادة يوليوس شريك وجوزيف بيرشتولد، وتم تشكيلها على غرار- لواء إرهاردت نافال- فريكوربس في ذلك الوقت. تم تغيير اسم الوحدة إلى قوات الصدمة في مايو 1923.  
فككت قوات الصدمة بعد فشل انقلاب بير هول عام 1923، وهي محاولة من الحزب النازي للاستيلاء على السلطة في ميونيخ.  في عام 1925، أمر هتلر شريك بتنظيم وحدة حراسة شخصية جديدة، هي Schutzkommando (قيادة الحماية).  تم تكليفها بتوفير الحماية الشخصية لهتلر في أحداث للحزب النازي. في نفس العام، تم توسيع Schutzkommando لتصبح منظمة وطنية وتمت تسميتها على التوالي Sturmstaffel (سرب العاصفة)، وأخيرا Schutzstaffel (فرقة الحماية؛ إس إس).  رسميًا، احتفلت فرقة الحماية بتأسيسها في 9 نوفمبر 1925 (الذكرى الثانية لقيام انقلاب بير هول).  وفرت فرقة الحماية الجديدة الحماية لقادة الحزب النازي في جميع أنحاء ألمانيا. تم توسيع وحدة حماية شخصية لهتلر في وقت لاحق لتشمل وحدات قتالية. 

### القادة الأوائل
أصبح شريك، وهو عضو مؤسس لكتيبة العاصفة، أحد المقربين من هتلر، أول إس إس شيف (قائد) في مارس 1925.  في 15 أبريل 1926، خلفه جوزيف بيرشتولد كرئيس لجهاز الأمن الخاص. قام بيرشتولد بتغيير لقب إس إس شيف إلى زعيم الرايخ إس إس.  أعتبر بيرشتولد أكثر ديناميكية من سلفه، لكنه أصبح محبطًا بشكل متزايد من السلطة التي كانت تتمتع بها كتيبة العاصفة على قوات الأمن الخاصة.  وأدى ذلك إلى نقل قيادة قوات الأمن الخاصة إلى نائبه، إرهارد هايدن، في 1 مارس 1927.  تحت قيادة هايدن، تم تطبيق مدونة أكثر صرامة من الانضباط مما كان يمكن التسامح معه في كتيبة العاصفة. 
بين عامي 1925 و1929، كانت قوات الأمن الخاصة بمثابة جروب صغير (كتيبة) تابعة للجيش.  باستثناء منطقة ميونيخ، لم تتمكن قوات الأمن الخاصة من الحفاظ على أي زخم في عدد أعضائها، والذي انخفض من 1000 إلى 280 حيث واصلت كتيبة العاصفة نموها السريع.  عندما حاول هايدن منع قوات الأمن الخاصة من الانحسار، أصبح هاينريش هيملر نائبا له في سبتمبر 1927. أظهر هيملر قدرات تنظيمية جيدة مقارنة بهايدن.  أسست قوات الأمن الخاصة عددا من جاو (المناطق أو المحافظات). وتألفت إس إس-جاو من إس إس-جاو برلين وإس إس-جاو براندبورغ وإس إس-جاو فرانكن وإس إس-جاو بافاريا السفلى وإس إس-جاو جنوب-راينلاند وإس إس-جاو ساكسونيا. 

### تعيين هيملر

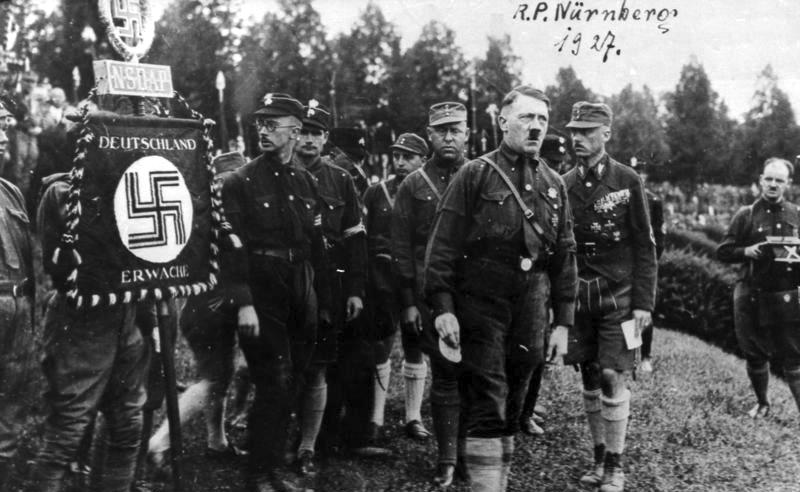
هاينريش هيملر (مرتديا النظارات، إلى يسار أدولف هتلر) من المؤيديين الاوائل للحزب النازي.

بموافقة هتلر، تولى هيملر منصب الرايخ فوهرر لقوات الأمن الخاصة في يناير 1929.   هناك روايات مختلفة عن سبب طرد هايدن من منصبه كرئيس لقوات الأمن الخاصة. أعلن الحزب أنه كان «لأسباب عائلية».  توسعت قوات الأمن الخاصة في عهد هيملر واكتسبت موطئ قدم أكبر. لقد اعتبر أن قوات الأمن الخاصة هي النخبة، وهي منظمة اشتراكية وطنية مدفوعة أيديولوجيًا، و«مزيج من الفرسان التيوتونيين واليسوعيين والساموراي اليابانيين».  كان الهدف النهائي هو تحويل قوات الأمن الخاصة إلى أقوى منظمة في ألمانيا وفرع الحزب الأكثر نفوذاً.  وتوسعت قوات الأمن الخاصة لتضم 3000 عضوا في أول عام تحت زعامة هيملر. 
في عام 1929، تم توسيع مكتب قوات الأمن الخاصة الرئيسي وإعادة تنظيمه في خمسة مكاتب رئيسية: الإدارة العامة وشؤون الموظفين والشؤون المالية والأمنية والعرقية. في الوقت نفسه، تم توسيع إس إس-جاو إلى ثلاث مناطق إس إس-أوبر فوهرربوغايتهي (منطقة الزعيم الأعلى)، وهي إس إس-أوبر فوهرربوغايتهي أوستي (الشرقية)، و إس إس-أوبر فوهرربوغايتهي ويست (الوسطى)، وإس إس-أوبر فوهرربوغايتهي زوود (الجنوبية).  ظل تنظيم المستويات الأدنى من قوات الأمن الخاصة دون تغيير إلى حد كبير. على الرغم من أنه لا يزال يعتبر رسميًا منظمة فرعية تابعة لكتيبة العاصفة ومسؤولة أمام ستابشيف (رئيس أركان كتيبة العاصفة)، إلا أنه خلال هذا الوقت بدأ هيملر في تأسيس استقلالية قوات الأمن الخاصة عن كتيبة العاصفة.  نمت قوات الأمن الخاصة في الحجم والقوة بسبب ولائها الحصري لهتلر، على عكس كتيبة العاصفة، التي كان ينظر إليه على أنها شبه مستقلة وتهديد لهيمنة هتلر على الحزب، وذلك أساسًا بسبب مطالبتها بـ«ثورة ثانية». بعد تلك التي جلبت الحزب النازي إلى السلطة.  بحلول نهاية عام 1933، وصل عدد أعضاء قوات الأمن الخاصة إلى 209000.  تحت قيادة هيملر، واصلت قوات الأمن الخاصة جمع قدر أكبر من السلطة حيث تم تعيين المزيد والمزيد من وظائف الدولة والحزب تحت ولايتها. بمرور الوقت، أصبحت قوات الأمن الخاصة مسؤولة أمام هتلر فقط، وهو تطور نموذجي للهيكل التنظيمي للنظام النازي برمته، حيث تم استبدال القواعد القانونية بالإجراءات المتخذة بموجب فوهرربرنسي (مبدأ الزعيم)، حيث كانت إرادة هتلر أعلى من القانون. 
في النصف الأخير من عام 1934، أشرف هيملر على إنشاء إس إس-مدارس يونكر، وهي المؤسسات التي تلقى فيها مرشحو ضباط قوات الأمن الخاصة تدريباً على القيادة والتلقين السياسي والإيديولوجي والتعليم العسكري. شدد التدريب على القسوة والمتانة كجزء من نظام القيم لقوات الأمن الخاصة، مما ساعد على تعزيز الشعور بالتفوق بين الرجال وعلمهم الثقة بالنفس.  وقد أنشئت المدارس الأولى في بباد تولتس وبراونشفايغ، مع مدارس إضافية فتح في كلاغنفورت وبراغ خلال الحرب. 

### أيديولوجية
تم اعتبار قوات الأمن الخاصة وحدة النخبة للحزب النازي.  تماشيا مع السياسة العنصرية لألمانيا النازية، في الأيام الأولى، كان على جميع ضباط قوات الأمن الخاصة تقديم دليل على أصلهم الآري الذي يعود إلى عام 1750 ولرتب أخرى حتى عام 1800.  بمجرد أن بدأت الحرب وأصبحت هناك صعوبات أكبر لتأكيد النسب، تم تعديل اللائحة لإثبات أن أجداد المرشحيين هم من العرق الآري، كما هو منصوص عليه في قوانين نورمبرغ.  كانت المتطلبات الأخرى هي الطاعة الكاملة للفوهرر والالتزام تجاه الشعب الألماني والأمة.  حاول هيملر أيضًا وضع معايير مادية بناءً على المظهر والطول، لكن هذه المتطلبات كانت مطبقة بشكل فضفاض، وأكثر من نصف رجال قوات الأمن الخاصة لم يستوفوا هذه المعايير.  الإغراءات مثل المرتبات الأعلى والمنازل الكبيرة لأفراد قوات الأمن الخاصة، حيث كان من المتوقع أن ينتجوا أطفالًا أكثر من الأسرة الألمانية المتوسطة كجزء من التزامهم بمذهب الحزب النازي. 

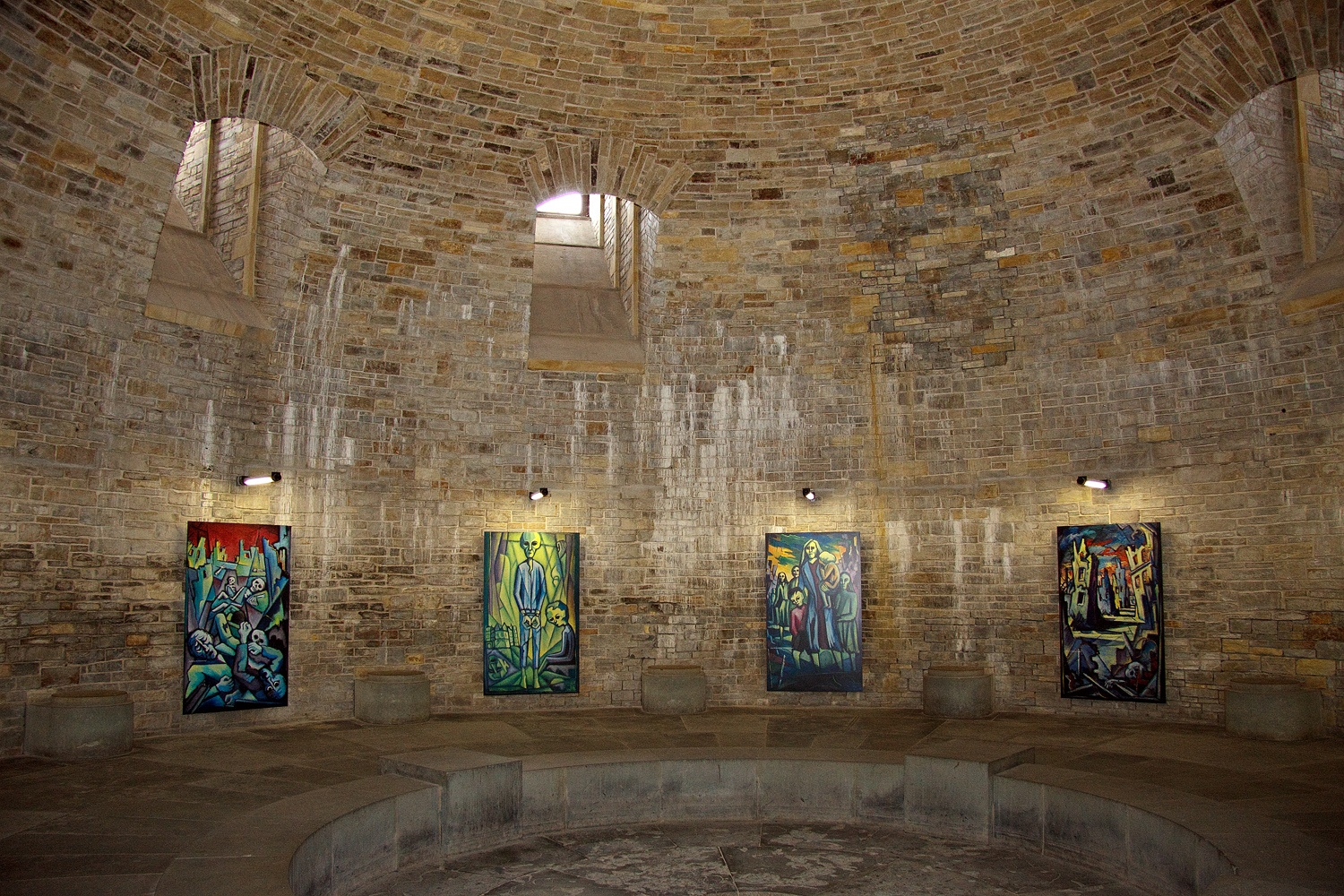
تم تغيير موضع القبو في فيويلسبورج بواسطة هيملر كمكان لإحياء ذكرى أعضاء قوات الأمن الخاصة القتلى. أعمال فنية تخلد ذكرى الهولوكوست معلقة على الجدران.

تم التأكيد على الالتزام بفكر قوات الأمن الخاصة خلال عملية التوظيف والتدريب.  تم تلقين أعضاء قوات الأمن الخاصة السياسة العنصرية لألمانيا النازية، وعلموا أنه كان من الضروري إزالة الأشخاص الذين تعتبرهم تلك السياسة المطبقة في ألمانيا أقل من ألمانيا.  طقوس الباطنية ومنح الشعارات والشارات للمعالم البارزة في مسيرة رجل إس إس أعاق أعضاء إس إس أكثر من الأيديولوجية النازية.  كان من المتوقع أن يتخلى الأعضاء عن إيمانهم المسيحي، وتم استبدال عيد الميلاد باحتفال الانقلاب.  تم استبدال حفلات الزفاف بالكنيسة بـ SS Ehewein، وهو حفل وثني اخترعه هيملر.  وغالبًا ما كانت هذه الشعائر والاحتفالات الدينية المزعومة تقع بالقرب من المعالم الأثرية المخصصة من قِبل قوات الأمن الخاصة أو في الأماكن المخصصة للقوات الخاصة.  في عام 1933، اشترى هيملر فيويلسبورج، وهي قلعة في ويستفاليا. كان ينوي في البداية استخدامه كمركز تدريب على خدمات شوتزشتافل، ولكن أصبح دوره لاستضافة حفلات العشاء الخاصة بالطقس وطقوس الوثنيين الجدد. 
شملت أيديولوجية قوات الأمن الخاصة على تطبيق الوحشية والإرهاب كحل للمشاكل العسكرية والسياسية.  شددت قوات الأمن الخاصة على الولاء التام والطاعة للأوامر حتى الموت. استخدم هتلر هذا كأداة قوية لتعزيز أهدافه وأهداف الحزب النازي. تم تكليف قوات الأمن الخاصة بارتكاب الفظائع والأنشطة غير القانونية وجرائم الحرب. كتب هيملر ذات مرة أن رجل قوات الأمن الخاصة"لا يتردد في لحظة واحدة، ولكنه ينفذ بلا شك ... "أي أمر للفوهرر.  كان شعارهم الرسمي هو " شرفي يسمى الولاء. 
كجزء من مهامها المتمحورة حول العرق خلال الحرب العالمية الثانية، أشرفت قوات الأمن الخاصة على عزل وتشريد اليهود من سكان المناطق المحتلة، واستولت على ممتلكاتهم ورحلتهم إلى معسكرات الاعتقال والأحياء اليهودية، حيث تم استخدامهم كعبيد أو قتلو على الفور.  تم اختيار قوات الأمن الخاصة لتنفيذ الحل النهائي الذي أمر به هتلر، وكانت المجموعة الرئيسية المسؤولة عن القتل المنظم والإبادة الجماعية لأكثر من 20 مليون شخص خلال الهولوكوست، بما في ذلك حوالي 5.2 مليون  إلى 6 ملايين  يهودي و 10.5 مليون سلاف.  كان هناك عدد كبير من الضحايا أعضاء في جماعات عرقية أو إثنية أخرى مثل 258000 من الغجر.  كانت قوات الأمن الخاصة ضالعة في قتل أشخاص يُنظر إليهم كنهديد لنقاوة العرق أو الإيديولوجية النازية، بما في ذلك المعاقون عقلياً أو جسديًا والمثليون جنسياً والمعارضون السياسيون. تم تجميع أعضاء النقابات العمالية وتلك التي يُنظر إليها على أنها تابعة لجماعات تعارض النظام (دينيًا وسياسيًا واجتماعيًا أو غير ذلك) أو أولئك الذين تتعارض آراؤهم مع أهداف حكومة الحزب النازي بأعداد كبيرة؛ وشملت هذه رجال الدين من جميع الأديان، شهود يهوه والماسونيين والشيوعيين، وأعضاء الروتاري.  وفقًا للأحكام الصادرة في محاكمات نورمبرغ، فضلاً عن العديد من التحقيقات والمحاكمات المتعلقة بجرائم الحرب التي تمت منذ ذلك الحين، كانت قوات الأمن الخاصة مسؤولة عن غالبية جرائم الحرب النازية. على وجه الخصوص، كانت المنظمة الرئيسية التي نفذت المحرقة. 

## ألمانيا قبل الحرب
بعد وصول هتلر والحزب النازي إلى السلطة في 30 يناير 1933، تم اعتبار قوات الأمن الخاصة منظمة حكومية وفرعًا للحكومة.  أصبح تطبيق القانون تدريجيًا من اختصاص قوات الأمن الخاصة، وأصبحت العديد من منظمات قوات الأمن الخاصة وكالات حكومية بحكم الأمر الواقع. 

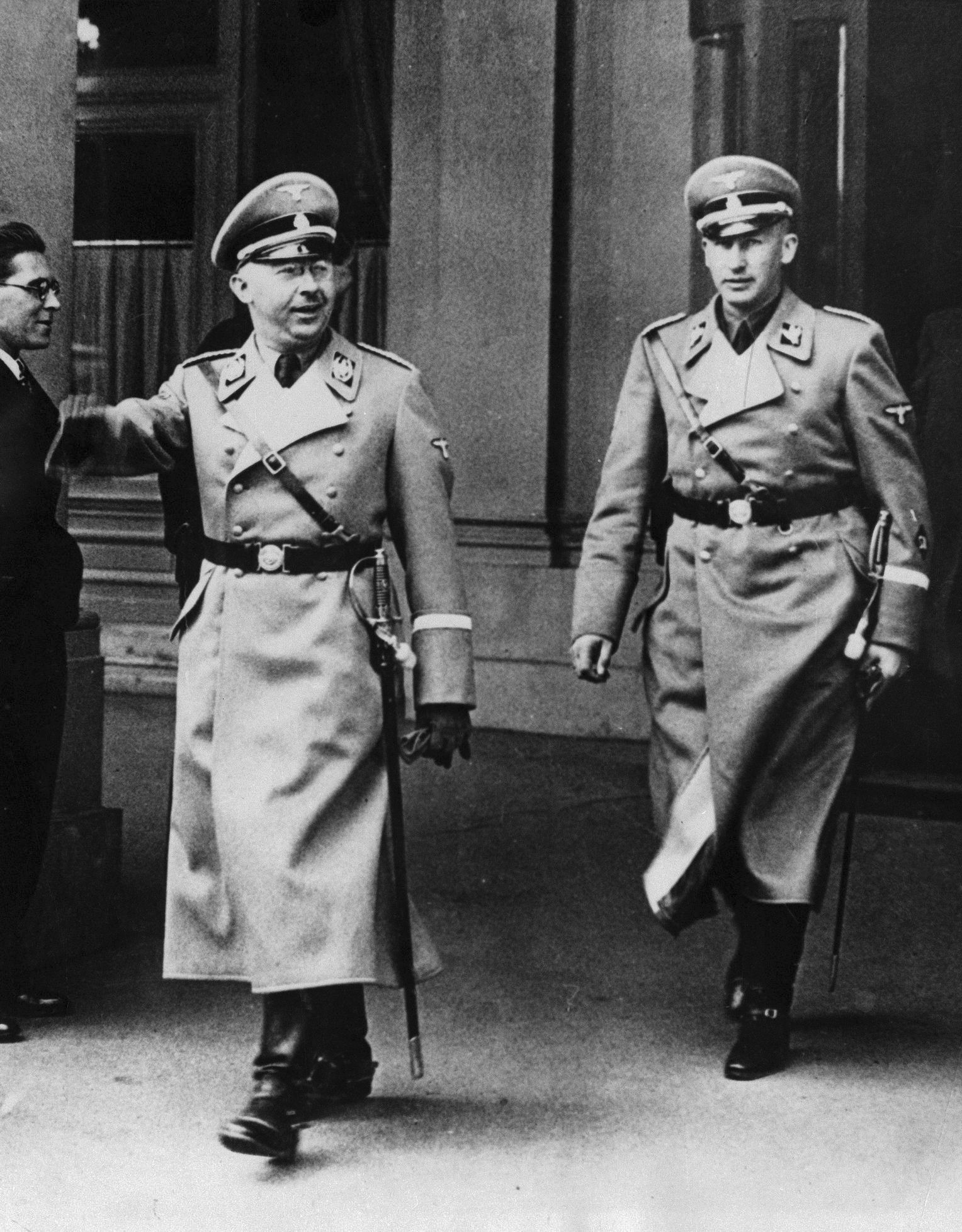
كان راينهارد هايدريش (يمينًا) هو المحامي الرئيسي لهيملر والشخصية البارزة في قوات الأمن الخاصة حتى اغتياله عام 1942.

أسست قوات الأمن الخاصة دولة بوليسية داخل ألمانيا النازية، مستخدمة شرطة الدولة السرية وقوات الأمن الخاضعة لسيطرة هيملر لقمع مقاومة هتلر.  في دوره كرئيس وزراء بروسيا، أنشأ هيرمان غورينج في عام 1933 قوة شرطة سرية بروسية، Geheime Staatspolizei أو غيستابو، وعين رودولف ديلس رئيسًا لها. قلقًا من أن ديلس لم يكن عديم الرحمة بدرجة كافية لإدارة الغيستابو بفاعلية للتصدي لسلطة كتيبة العاصفة، سلم غورينج السيطرة على الغيستابو إلى هيملر في 20 أبريل 1934.  وفي ذلك التاريخ أيضًا، في خروج عن الممارسة الألمانية الطويلة الأمد التي كان إنفاذ القانون مسألة فيدرالية ومحلية، عين هتلر هملر رئيسًا لكل الشرطة الألمانية خارج بروسيا. عين هيملر نائبه وقائده رينهارد هايدريش قائدًا للغيستابو في 22 أبريل 1934. بقي هايدريش أيضًا في منصب رئيس جهاز الأمن العام لشرطة الأمنية الألمانية). 
كان نقل السيطرة على الغيستابو إلى هيملر بمثابة مقدمة لليلة السكاكين الطويلة، حيث تم القبض على معظم قادة كتيبة العاصفة وتم إعدامهم فيما بعد.  نفذت قوات الأمن الخاصة وغيستابو معظم عمليات القتل. في 20 يوليو 1934، قام هتلر بفصل قوات الأمن الخاصة عن كتيبة العاصفة، والتي لم تعد قوة مؤثرة بعد التطهير. أصبحت قوات الأمن الخاصة فيلق النخبة للحزب النازي، التابعة لهتلر شخصيا. أصبح لقب هيملر زعيم الرايخ إس إس الآن في رتبته الفعلية - وأعلى رتبة في قوات الأمن الخاصة، أي ما يعادل رتبة المارشال الميداني في الجيش (رتبته السابقة كانت أوبر غروبن فوهرر).  كما نما موقع هيملر وسلطته، هكذا في الواقع ارتفعت رتبته. 
في 17 يونيو 1936، اتحدت جميع قوات الشرطة في جميع أنحاء ألمانيا تحت سلطة هيملر وقوات الأمن الخاصة.  وهكذا أصبح هيملر وهايدريش اثنين من أقوى الرجال في إدارة البلاد.  شملت قوات الشرطة والمخابرات الخاضعة لسيطرتها الإدارية; الشرطة الأمنية الألمانية، غيستابو، إدارة التحقيقات الجنائية (كريبو؛ شرطة التحقيق الجنائي)، شرطة النظام (أربو؛ الشرطة النظامية).  بصفته قائد الشرطة، كان هيملر تابعًا اسميا لوزير الداخلية فيلهلم فريك. في الممارسة العملية، بما أن قوات الأمن الخاصة لم تستجب إلا لهتلر، فإن الاندماج الفعلي لقوات الأمن الخاصة والشرطة جعل الشرطة مستقلة عن سيطرة فريك.   في سبتمبر 1939، تم دمج وكالات الأمن والشرطة، بما في ذلك شرطة الأمن (سيبو) والشرطة الأمنية الألمانية (ولكن ليس أربو؛ الشرطة النظامية)، في مكتب الأمن الرئيسي للرايخ، برئاسة هايدريش.  هذا زاد من السلطة الجماعية لقوات الأمن الخاصة. 
في سبتمبر 1939، توسعت سلطة قوات الأمن الخاصة عندما أصبح ضابط الأمن الأعلى في كل منطقة عسكرية رئيس شرطة.  حصل معظم قادة قوات الأمن الخاصة والشرطة على رتبة إس إس- جروبنفهر أو أعلى، وتواصلو مباشرة مع هيملر في جميع مسائل قوات الأمن الخاصة داخل منطقتهم. كان دورهم هو مراقبة السكان والإشراف على أنشطة رجال قوات الأمن الخاصة داخل منطقتهم.  بإعلان حالة الطوارئ، يمكنهم تجاوز المكاتب الإدارية للمقاطعات الخاصة بقوات الامن الخاصة والشرطة الأمنية الألمانية وشرطة الأمن ووحدات الجماجم؛ وحراس معسكرات الاعتقال)، وشرطة النظام، وبالتالي الحصول على سيطرة تشغيلية مباشرة على هذه المجموعات. 
خلال ليلة البلور (9-10 نوفمبر 1938)، قامت قوات الأمن الخاصة بتنسيقعمليات العنف ضد اليهود سراً، حيث قامت قوات الأمن الخاصة وغيستابو والشرطة الأمنية الألمانية وكريبو وسيبو والشرطة النظامية ببذل كل ما في وسعها لضمان أنه بينما تم تدمير المعابد اليهودية والمراكز المجتمعية اليهودية، ظلت الشركات والمساكن المملوكة سليمة حتى يمكن الاستيلاء عليها فيما بعد.  في النهاية، تعرض الآلاف من الشركات والبيوت والمقابر اليهودية للتخريب والنهب، لا سيما على أيدي أفراد كتيبة العاصفة. تم تدمير حوالي 500 إلى 1000 معبد يهودي.  في 11 نوفمبر، ذكر هايدريش أن عدد القتلى بلغ 36 شخصًا، لكن التقييمات اللاحقة قدرت عدد الوفيات بما يصل إلى ألفي شخص.   بناءً على أوامر هتلر، تم إلقاء القبض على حوالي 30000 رجل يهودي وإرسالهم إلى معسكرات الاعتقال بحلول 16 نوفمبر.  من المحتمل أن ما يصل إلى 2500 من هؤلاء الأشخاص ماتوا في الأشهر التالية.  في هذه المرحلة، بدأت ولاية قوات الأمن الخاصة حملتها الإرهابية ضد المعارضين السياسيين والدينيين بجدية، الذين سجنوا دون محاكمة أو إشراف قضائي لاسباب «الأمن أو إعادة التعليم أو المنع».  

### حراس هتلر الشخصيون

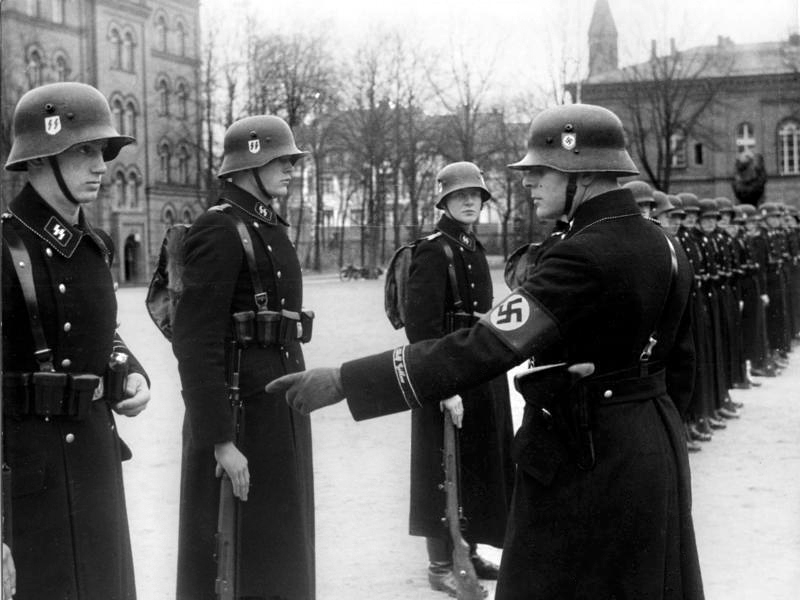
تفتيش القوات في برلين من ليبستارت أدولف هتلر، 1938

كما نمت قوات الأمن الخاصة في الحجم والأهمية، فنمت وحدات الحماية الشخصية لهتلر.  تم تعيين ثلاث مجموعات لقوات الأمن الخاصة الرئيسية لحماية هتلر. في عام 1933، تم استدعاء أكبر وحدة حراسة شخصية له (التي كانت في السابق وحدة قوات الأمن الخاصة القياسية الأولى) إلى برلين لتحل محل حرس مستشاري الجيش المكلف بحماية مستشار ألمانيا.  قاد سيب ديتريش الوحدة الجديدة، المعروفة سابقًا باسم SS-Stabswache Berlin؛ تم تغيير الاسم إلى إس إس-ساندركوماندوس برلين. في نوفمبر 1933، تم تغيير الاسم إلى لايبشتاندارته أدولف هتلر. في أبريل 1934، قام هيملر بتعديل الاسم إلى لايبشتاندارته أدولف هتلر (LSSAH). وكلت إلى لايبشتاندارته أدولف هتلر مهمة حراسة المساكن والمكاتب الخاصة بهتلر، وتوفير حلقة خارجية من الحماية للفوهرر ووزواره.  ادار رجال لايبشتاندارته أدولف هتلر مراكز حراسة عند مداخل مستشارية الرايخ القديمة ومستشفى الرايخ الجديد.  تم زيادة عدد حراس ليبستارت أدولف هتلر خلال المناسبات الخاصة.  في بيرغوف، سكن هتلر في أوبيرسالزبرج، وحمته كتيبة كبيرة من ليبستارت أدولف هتلر التي كانت تقوم بدوريات واسعة النطاق في المنطقة الأمنية. 
من عام 1941، أصبحت لايبشتاندارته أدولف هتلر أربعة كيانات متميزة، قسم فافن-إس إس (غير مرتبط بحماية هتلر الشخصية ولكننها شكلت فافن-إس إس)، وحرس برلين المستشاري، وفوج الأمن إس إس المعين إلى أوبيرسالزبيرغ، ووحدة مقرها في ميونيخ وهي وحدة الحرس الشخصي التي تقوم بحماية هتلر عندما زار شقته الشخصية ومقر براون هاوس في ميونيخ.   الرغم من أن الوحدة كانت اسميا تحت قيادة هيملر، كان ديتريش هو القائد الحقيقي ومن يقوم بإدارتها. 
تتكون وحدتا إس إس الأخريان من الحلقة الداخلية للحماية الشخصية لهتلر. كانت مرافقة الفوهرر، التي تشكلت في فبراير 1932، مرافقة شخصية لحماية هتلر أثناء سفره. تتألف هذه الوحدة من ثمانية رجال خدموا في نوبات على مدار الساعة لحماية هتلر.  في وقت لاحق تم توسيع إس إس-بيجليتكوماندو وأصبحت تعرف باسم بيجليتكوماندو دس فوهررس (مرافقة الفوهرر؛ FBK). استمرت تحت قيادة منفصلة وظلت مسؤولة عن الحماية الشخصية لهتلر.  كان الفوهرر شوتزكوماندو (قيادة حماية الفوهرر) وحدة حماية أسسها هيملر في مارس 1933.  في الأصل كان مكلفًا بحماية هتلر فقط أثناء وجوده داخل حدود بافاريا. في أوائل عام 1934، حلوا محل إس إس-بيجليتكوماندو لحماية هتلر في جميع أنحاء ألمانيا.  تم تغيير اسم قيادة حماية الفوهر إلى الفوهرر شوتزكوماندو (جهاز أمن الرايخ) في أغسطس 1935.  تلقى يوهان راتينهوبر، رئيس جهاز أمن الرايخ، أوامره مباشرة من هتلر.  تصرف رئيس قيادة حماية الفوهر الحالي كنائب له. أينما كان هتلر في الإقامة، كان أعضاء جهاز أمن الرايخ وقيادة حماية الفوهر حاضرين. قام رجال جهاز أمن الرايخ بدوريات في الأسس ووفر رجال قيادة حماية الفوهر حماية أمنية مشددة في الداخل. عمل كل من جهاز أمن الرايخ وقيادة حماية الفوهر معًا من أجل الحماية والحماية الشخصية خلال رحلات هتلر والمناسبات العامة، لكنهما كانا يعملان كمجموعتين واستخدمتا مركبات منفصلة.  بحلول مارس 1938، كانت كلتا الوحدتين ترتديان الزي الموحد الرمادي القياسي في قوات الأمن الخاصة.  كان لباس جهاز أمن الرايخ الماس SD على الأكمام السفلية اليسرى. 

### تأسيس معسكرات الاعتقال

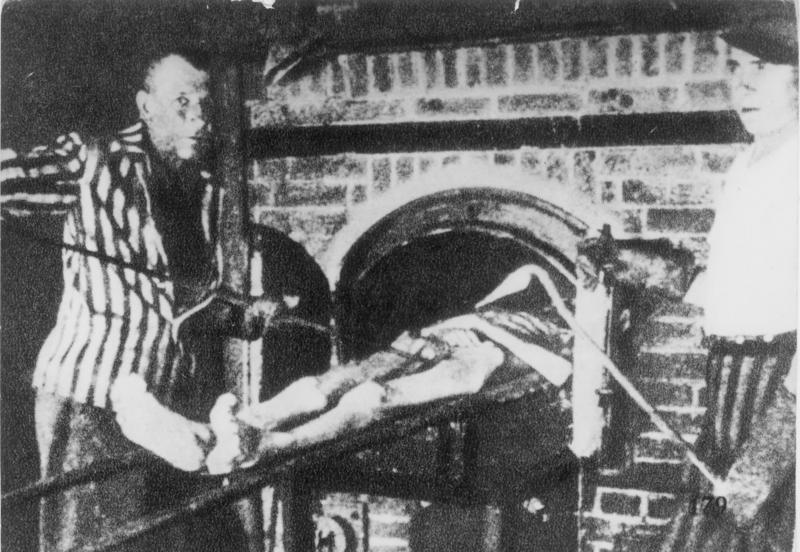
محرقة في معسكر الاعتقال داكاو، مايو 1945

أرتبطت قوات الأمن الخاصة ارتباطًا وثيقًا بنظام معسكرات الاعتقال النازية في ألمانيا. في 26 يونيو 1933، عين هيملر إس. إس. أوبيرفوهرر ثيودور إيكي قائداً لمعسكر الاعتقال داكاو، أحد معسكرات الاعتقال النازية الأولى.  تم إنشاؤه لتوطيد العديد من المعسكرات الصغيرة التي أنشأتها وكالات الشرطة المختلفة والحزب النازي لإيواء السجناء السياسيين.  كان الهيكل التنظيمي الذي وضعه إيكي في داكاو نموذجًا لجميع معسكرات الاعتقال اللاحقة.  بعد عام 1934، تم تعيين إيكي قائداً لوحدات الجماجم، وهو تشكيل شوتزشتافل المسؤول عن إدارة معسكرات الاعتقال تحت سلطة قوات الأمن الخاصة وهيملر.  المعروفة باسم «وحدات الموت الرئيسية»، تم تنظيم وحدات الجماجم لأول مرة على شكل العديد من الكتائب، تتمركز كل واحدة منها في أحد معسكرات الاعتقال الرئيسية في ألمانيا. تم تقسيم القيادة في المعسكرات إلى خمس إدارات: قائد ومساعد وقسم الشؤون السياسية والحجز الوقائي والإدارة والعاملون في المجال الطبي.  بحلول عام 1935، حصل هيملر على موافقة هتلر والتمويلات اللازمة لإنشاء وتشغيل معسكرات إضافية.  ضمت ستة معسكرات اعتقال  21400 سجينًا (معظمهم من السجناء السياسيين) كانت موجودة في بداية الحرب في سبتمبر 1939.  بحلول نهاية الحرب، كانت مئات المعسكرات ذات أحجام مختلفة ووظائف مختلفة تم إنشاؤها، يستوعب ما يقرب من 715000 شخص، معظمهم كانوا مستهدفين من قبل النظام بسبب عرقهم.   ارتفعت أعداد معسكر الاعتقال بالتزامن مع الهزائم التي عانى منها النظام النازي. كلما بدا أن الكارثة أسوأ، زاد الخوف من التخريب، مما دفع قوات الأمن الخاصة إلى تكثيف قمعها وإرهابها. 

## قوات الأمن الخاصة في الحرب العالمية الثانية
مع اندلاع الحرب العالمية الثانية، كانت قوات الأمن الخاصة قد اندمجت في شكلها النهائي، والتي تضمنت ثلاث منظمات رئيسية: قوات الأمن الخاصة العامة ووحدات الجماجم وفافن إس إس، التي تأسست في عام 1934 باسم إس إس-فافوغن شتوبر وأعيد تسميتها في عام 1940. تطورت فافن إس إس لتصبح جيشًا ألمانيًا آخر بجانب الجيش الألماني الفيرماخت وتعمل جنبا إلى جنب معه، خاصة مع الجيش هيير. ومع ذلك، لم تحصل مطلقًا على «استقلال القيادة» تمامًا، ولم تكن أبدًا «منافسًا جادًا» للجيش الألماني. لم يتمكن الأعضاء مطلقًا من الانضمام إلى صفوف القيادة العليا وكان يعتمد على الجيش في الأسلحة والمعدات الثقيلة. على الرغم من أن تصنيفات قوات الأمن الخاصة كانت لها مكافئات في الخدمات الأخرى، إلا أن نظام تصنيف قوات الأمن الخاصة لم ينسخ الشروط والرتب المستخدمة من قبل فروع الفيرماخت. بدلاً من استخدام الرتب التي أنشأها فيلق ما بعد الحرب العالمية الأولى الحر فريكوربس وكتيبة العاصفة. هذا في المقام الأول هو التأكيد على قوات الأمن الخاصة باعتبارها مستقلة عن الفيرماخت.

### غزو بولندا

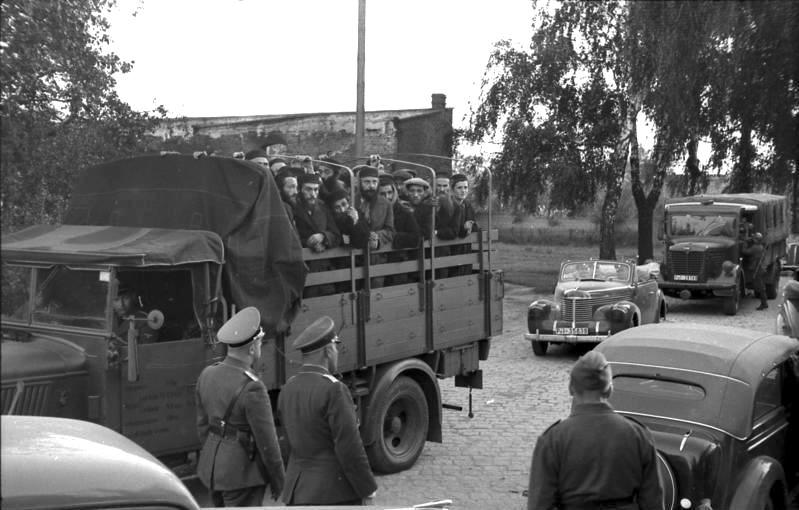
القبض على اليهود البولنديين من قبل الشرطة الأمنية الألمانية (SD) والشرطة، سبتمبر 1939

في غزو سبتمبر عام 1939 لبولندا، حاربت لايبشتاندارته أدولف هتلر وإس إس-فافوغن شتوبر كقوات مشاة منفصلة.  أصبحت لايبشتاندارته أدولف هتلرسيئة السمعة لإقيامها بشعال النار في القرى دون مبرر عسكري.  ارتكب أفراد من ايبشتاندارته أدولف هتللر فظائع في العديد من المدن، بما في ذلك قتل 50 يهوديًا بولنديًا في بوني ومذبحة ل200 مدني، بمن فيهم الأطفال، الذين تعرضوا لإطلاق نار من رشاشات في زوسيفيو. تم إطلاق النار أيضا في بوليسلاويك وTorzeniec وGoworowo وملافا وكلاوك.  بعض كبار أعضاء الفيرماخت لم يكونوا مقتنعين بأن الوحدات مستعدة تمامًا للقتال. وحداتها تحملت مخاطر غير ضرورية وكان معدل الإصابات أعلى من الجيش.  غنرال أوبرست فيدور فون بوك حرجًا للغاية؛ بعد زيارة قام بها في أبريل 1940 وحدات الجماجم، وجد أن تدريبهم على المعركة «غير كاف».  ظن هتلر أن النقد كان نموذجًا «لتصور الجيش القديم للفروسية».  في دفاعها، أصرت قوات الأمن الخاصة على أن تشكيلاتها المسلحة قد أعيقت بسبب الاضطرار إلى محاربة مجزأة وتم تجهيزها بشكل غير صحيح من قبل الجيش. 
بعد الغزو، عهد هتلر إلى قوات الأمن الخاصة بإجراءات إبادة يطلق عليها اسم عملية تاننبرغ وإيه بي أكتون لاجتثاث القادة الذين من المحتمل أن يشكلوا مقاومة ضد الاحتلال الألماني. ارتكبت عمليات القتل من قبل أينزاتسغروبن (فرق العمل؛ المجموعات المنتشرة)، بمساعدة المجموعات شبه العسكرية المحلية. تم أختيار الرجال من وحدات أينزاتسغروبن من قوات الأمن الخاصة والشرطة الأمنية والشرطة.  قُتل حوالي 65000 مدني بولندي، بما في ذلك النشطاء والمثقفين والعلماء والمدرسين والجهات الفاعلة والضباط السابقين وغيرهم، بحلول نهاية عام 1939.   عندما سجلت قيادة الجيش شكاوى بشأن الوحشية التي يتم مواجهتها من قبل أينزاتسغروبن، أبلغهم هايدريش أنه يتصرف «وفقا لترتيب خاص من الفوهرر.»  أول عملية إطلاق نار جماعي منهجي لليهود من قبل أينزاتسغروبن وقعت في 6 سبتمبر 1939 أثناء الهجوم على كراكوف. 

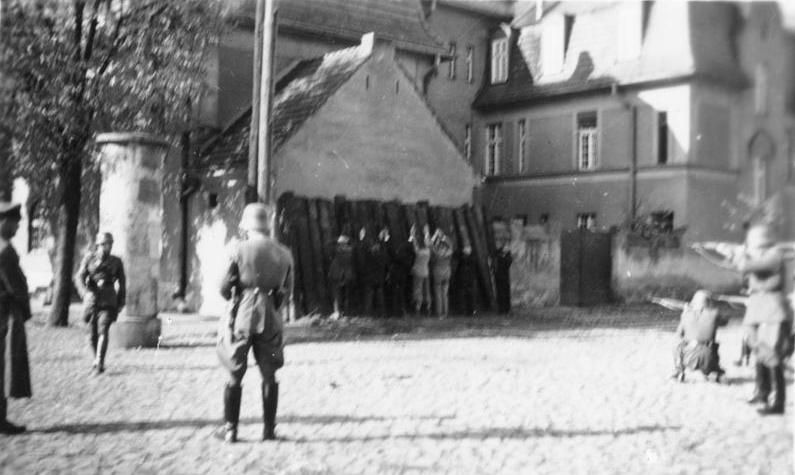
أينزاتسغروبن يطلقون النار على المدنيين في كورنيك، 1939

راضيا عن أدائها في بولندا، سمح هتلر بمزيد من التوسع في تشكيلات قوات الأمن الخاصة المسلحة، لكنه أصر على بقاء وحدات جديدة تحت السيطرة التشغيلية للجيش.  بينما بقيت لايبشتاندارته أدولف هتلر بمثابة فوج مستقل يعمل كحراسة شخصية لهتلر، تم دمج الفوج الآخر - إس إس -دويتشلاند و إس إس-جرمانيا وإس إس-دير فوهرر- لتشكيل فرقة إس إس-فافوغنز.   تم تشكيل فرقة ثانية إس إس-توتنكوبف، من حراس معسكرات الاعتقال وحدات الجماجم، والثالثة، إس إس-بوليزي، تم إنشاؤها من متطوعي الشرطة.   سيطرت قوات الأمن الخاصة على أنظمة التجنيد والإمداد والتموين الخاصة بتشكيلاتها المسلحة في هذا الوقت.  كانت قوات الأمن الخاصة وغيستابو والشرطة الأمنية مسؤولة عن الإدارة العسكرية المؤقتة في بولندا حتى تعيين هانز فرانك في منصب الحاكم العام في 26 أكتوبر 1939.  

### معركة فرنسا
في 10 مايو 1940، شن هتلر معركة فرنسا، وهي هجوم كبير ضد فرنسا والبلدان المنخفضة.  شاركت قوات الأمن الخاصة بفرقتين من أصل 89 فرقة.  شاركت لايبشتاندارته أدولف هتلر وعناصر وحدات الجماجم في الغزو البري في معركة هولندا.  في الوقت نفسه، تم إنزال القوات المحمولة جواً للاستيلاء على المطارات والجسور والسكك الحديدية الهولندية الرئيسية. في الحملة التي استمرت خمسة أيام، ربطت لايبشتاندارته أدولف هتلرمع وحدات الجيش والقوات المحمولة جواً بعد عدد من الاشتباكات مع المدافعين الهولنديين. 

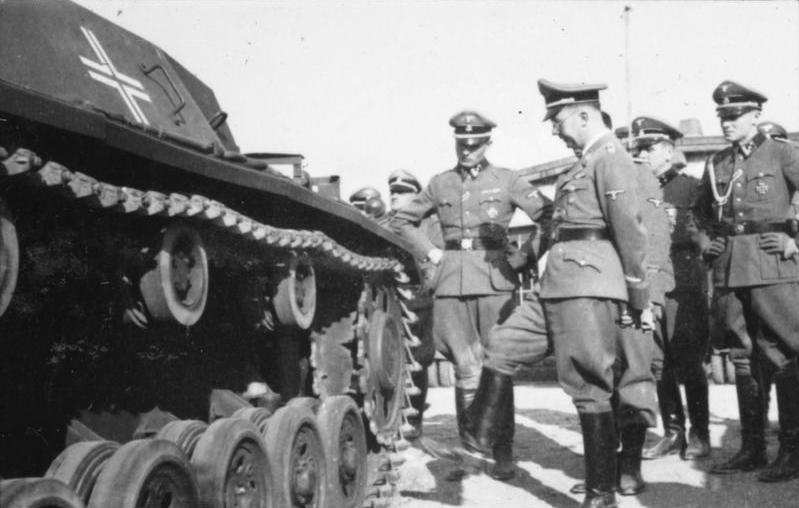
هيملر يتفقد Sturmgeschütz III لفرقة بانزر الأولى لايبشتاندارته أدولف هتلر في ميتز ، فرنسا ، سبتمبر 1940

لم تشارك قوات الأمن الخاصة في قوة الدفع عبر آردين ونهر الميز.  بدلاً من ذلك، تم استدعاء إس إٍس-توتنكوبف من احتياطي الجيش للقتال لدعم فرقة بانزر السابعة للجنرال إيروين روميل أثناء تقدمهم نحو القناة الإنجليزية.  في 21 مايو، شن البريطانيون هجومًا مضادًا مدرعًا على أجنحة فرقة بانزر السابعة وإس إٍس-توتنكوبف. ثم حاصر الألمان القوات البريطانية والفرنسية في جيب ضخم في دونكيرك.  في 27 مايو، ارتكبت 4 سرايا، إس إٍس-توتنكوبف مذبحة لو باراديس، حيث تم إطلاق النار على 97 من رجال الكتيبة الثانية، فوج نورفولك الملكي بعد استسلامهم.  بحلول 28 مايو، استولت قوات الأمن الخاصة - ليبستارت على ورثوت، 10 ميل (16 كـم) من دونكيرك. وهناك، كان جنود الكتيبة الثانية مسؤولين عن مذبحة ورهودت، حيث قتل 80 جنديًا بريطانيًا وفرنسيًا بعد استسلامهم.  وفقًا للمؤرخ تشارلز سيدنور، فإن «الاستهتار المتعصّب في الاعتداء، والدفاع الانتحاري ضد هجمات العدو، والفظائع الوحشية المرتكبة في مواجهة الأهداف المحبطة» التي أظهرتها فرقة إس إٍس-توتنكوبف أثناء الغزو كانت نموذجية لقوات الأمن الخاصة ككل. 
في ختام الحملة، أعرب هتلر عن سعادته بأداء إس إس-لايبشتاندارته أدولف هتلر، قائلاً لهم: «من الآن فصاعدًا سيكون شرفًا لكم، لمن يحمل اسمي، أن يقود كل هجوم ألماني».  أعيد تسمية SS-VT باسم فافن إس إس في خطاب ألقاه هتلر في يوليو 1940.  تطوع عدد من الدنماركيين والهولنديين والنرويجيين والسويديين والفنلنديين للقتال في فافن إس إس تحت قيادة الضباط الألمان.  تم تجميعهم لتكوين تشكيل بانزر فيكينج إس إس الخامس.  في يناير 1941، تم تغيير اسم إس إس-فرقة فافوغنز إلى إس إس-فرقة الرايخ (الألية)، وتمت إعادة تسميتها فرقة بانزر إس إس الثانية داس رايخ عندما أعيد تنظيمها لتصبح شعبة بانزرجرينادير عام 1942. 

### الحملة في البلقان
في أبريل 1941، غزا الجيش الألماني يوغوسلافيا واليونان. تم توزيع لايبشتاندارته أدولف هتلر وداس رايخ على فيالق البانزر في الجيش. قاد فريتز كلينجنبرج، قاد قائد سرية في داس رايخ، رجاله عبر يوغوسلافيا إلى العاصمة بلغراد، حيث قبلت مجموعة صغيرة في الطليعة استسلام المدينة في 13 أبريل. بعد بضعة أيام استسلمت يوغوسلافيا.   بدأت وحدات شرطة الأمن الخاصة على الفور في أخذ الرهائن وتنفيذ الأعمال الانتقامية، وهي ممارسة أصبحت شائعة. في بعض الحالات، انضم إليهم الفيرماخت.  على غرار بولندا، أدت سياسات الحرب للنازيين في البلقان إلى الاحتلال الوحشي والقتل الجماعي العنصري. أصبحت صربيا الدولة الثانية (بعد إستونيا) التي أعلنت يودناين (خالٍ من اليهود). 
في اليونان، واجه الفيرماخت وفافن إس إس مقاومة من قوة المشاة البريطانية (BEF) والجيش اليوناني.  اشتد القتال بسبب التضاريس الجبلية، بممراته الضيقة المدافع عنها بشدة. وكانت لايبشتاندارته أدولف هتلر في طليعة القوة الألمانية.  تم إخلاء قوة المشاة البريطانية عن طريق البحر إلى جزيرة كريت، ولكنهم اضطرو إلى الفرار مرة أخرى في أواخر مايو عندما وصل الألمان.  مثل غزو يوغوسلافيا، عرض غزو اليونان يهودها للخطر، حيث اتخذ النازيون على الفور مجموعة متنوعة من التدابير ضدهم.  تم احتجاز معظمهم في الأحياء اليهودية، وتم نقل معظمهم إلى معسكر اعتقال أوشفيتز في مارس 1943، حيث قُتلوا في غرف الغاز عند وصولهم. من بين اليهود اليهود البالغ عددهم 80,000، نجا 20٪ فقط من الحرب. 

## الحرب في الشرق
في 22 يونيو 1941، أطلق هتلر عملية بارباروسا، غزو الاتحاد السوفيتي.  وفرت الحرب الموسعة والحاجة للسيطرة على الأراضي المحتلة الظروف لهملر لزيادة سيطرته على الشرطة والأجهزة العسكرية لجهاز الأمن الخاص.  شكل الاستحواذ السريع على مناطق شاسعة في الشرق على ضغط كبير على ميليشيات قوات الأمن الخاصة أثناء نضالها للتكيف مع التحديات الأمنية المتغيرة. 
انتقل لواء المشاة الأول والثاني من قوات الأمن الخاصة، اللذان تم تشكيلهما من حراس معسكر الاعتقال الزائدين في توتنكوبف-إس إس ولواءلواء الفرسان إس إس إلى الاتحاد السوفيتي خلف الجيوش المتقدمة. في البداية قاتلوا الثوار السوفيت، ولكن بحلول خريف عام 1941، تركوا دور مكافحة المناهضين للحزبية لوحدات أخرى وشاركوا بنشاط في المحرقة. أثناء قيامهم بمساعدة أينزاتسغروبن، شكلوا أطرافًا فاعلة شاركت في تصفية السكان اليهود في الاتحاد السوفيتي.  
في 31 يوليو 1941، أعطى غورينغ تفويضًا مكتوبًا لهايدريش لضمان تعاون القادة الإداريين في مختلف الدوائر الحكومية للقيام بالإبادة الجماعية لليهود في المناطق الخاضعة للسيطرة الألمانية.  كان هايدريش فعالاً في تنفيذ هذه الإبادة، حيث أن الغستابو كان مستعدًا لتنظيم عمليات الترحيل في الغرب وقامت أينزاتسغروبن بالفعل بعمليات قتل واسعة النطاق في الشرق.  في 20 يناير 1942، ترأس ايدريش اجتماعًا، دعا إليه مؤتمر وانسي، لمناقشة تنفيذ الخطة. 
خلال المعارك التي دارت في الاتحاد السوفيتي خلال عامي 1941 و 1942، تكبدت فافن إس إس خسائر فادحة. لقد خسرت لايبشتاندارته أدولف هتلر ورايخ داس أكثر من نصف قواتهما بسبب المرض والإصابات.  في حاجة إلى المجندين، بدأ هيملر بقبول الجنود الذين لا يتناسبون مع الصورة العرقية الأصلية للقوات الخاصة.  في أوائل عام 1942، تم سحب إس إس-لايبشتاندارته أدولف هتلر وإس إس-توتنكوبف وإس إس-داس رايخ إلى الغرب للتجديد وتم تحويلهم إلى فرق بانزرجرينادير.  عاد فيلق إس إس-بانزر إلى الاتحاد السوفيتي في عام 1943 وشارك في معركة خاركوف الثالثة في فبراير ومارس. 

### المحرقة

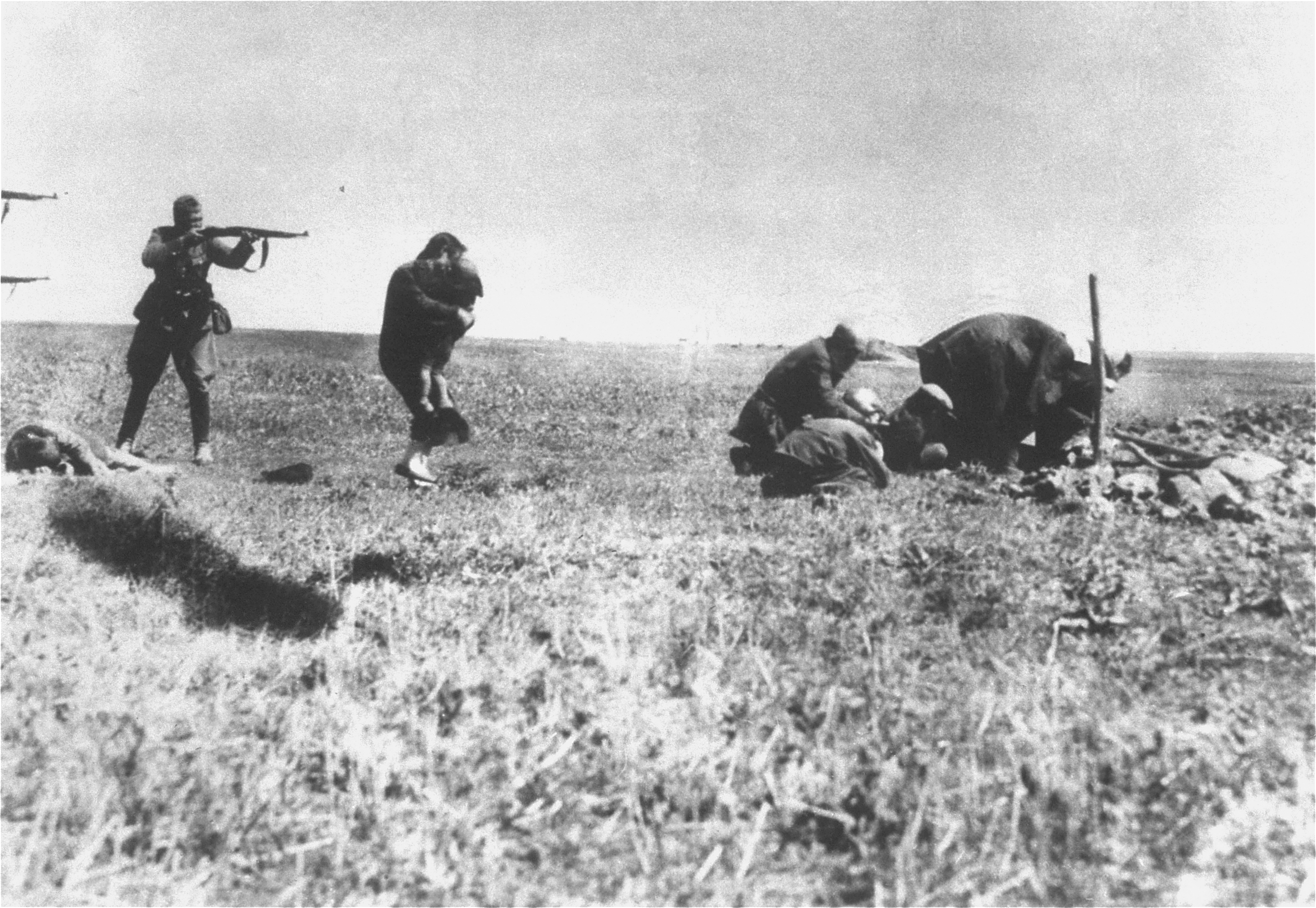
قتلت أينزاتسغروبن اليهود في إيفانهورود، أوكرانيا، 1942

بُنيت قوات الأمن الخاصة على ثقافة العنف، التي عُرضت بأشد أشكالها عن طريق القتل الجماعي للمدنيين وأسرى الحرب على الجبهة الشرقية.  المعزز من قبل أفراد من كريبو وأوربو وفافن-إس إس،  وصل عدد وحدات القتل المتنقلة إلى قوة إجمالية قدرها 3,000 رجل. كانت أينزاتسغروبن A وB وC مرفقة بمجموعات الجيوش في الشمال والوسط والجنوب؛ تم تعيين أينزاتسغروبن D في الجيش الحادي عشر. عملت أينزاتسغروبن لتنفيذ أهداف خاصة في شرق بولندا اعتبارًا من يوليو 1941.  ويصفها المؤرخ ريتشارد رودز بأنها «خارج حدود الأخلاق»؛ لقد كانوا «قاضًا ومحلفًا وجلادًيين في مكان واحد»، ولديهم سلطة قتل أي شخص وفقًا لتقديرهم.  أعقاب عملية بارباروسا، قامت وحدات أينزاتسغروبن هذه، إلى جانب فافن-إس إس وأوردنونغسبوليزي وكذلك بمساعدة الفيرماخت، بالضلوع في القتل الجماعي للسكان اليهود في شرق بولندا المحتلة والاتحاد السوفيتي.    حدث أكبر قدر من عمليات أينزاتسغروبن في عامي 1941 و1942 في أوكرانيا وروسيا.  قبل الغزو كان هناك خمسة ملايين يهودي مسجلين في جميع أنحاء الاتحاد السوفيتي، مع ثلاثة ملايين من المقيمين في الأراضي التي احتلها الألمان؛ بحلول نهاية الحرب، كان أكثر من مليوني من هؤلاء قد قتلوا. 
اتبعت أنشطة إبادة أينزاتسغروبن بشكل عام إجراءً قياسيًا، حيث اتصل رئيس أينزاتسغروبن بأقرب قائد وحدة فرماخت لإبلاغه بالإجراء الوشيك؛ تم ذلك حتى يتمكنوا من تنسيق والتحكم في الوصول إلى أسباب التنفيذ.  في البداية تم إطلاق النار على الضحايا، ولكن ثبت أن هذه الطريقة غير عملية لعملية بهذا الحجم.  أيضًا، بعد ملاحظة هيملر لإطلاق النار على 100 يهودي في مينسك في أغسطس 1941، شعر بالقلق إزاء تأثير مثل هذه الأعمال على الصحة العقلية لرجال قوات الأمن الخاصة. قرر أنه ينبغي العثور على طرق بديلة للقتل، مما أدى إلى إدخال شاحنات الغاز.   ومع ذلك، لم تكن هذه شعبية لدى الرجال، لأن إزالة الجثث من الشاحنة ودفنها كان محنة مروعة. غالبًا ما كان يتم تعيين السجناء أو المساعدين للقيام بهذه المهمة من أجل تجنيب رجال الأمن الخاصة الصدمة. 

### العمليات المناهضة للحزب
استجابةً لصعوبات التي يلاقيها الجيش في التعامل مع الثوار السوفييت، قرر هتلر في يوليو 1942 نقل العمليات المناهضة للحزب إلى الشرطة. وضع هذا الأمر تحت اختصاص هيملر.   كما أمر هتلر في 8 يوليو 1941 بأن يُعتبر جميع اليهود مناهضين للحزب، فإن مصطلح «العمليات المناهضة للحزب» قد استخدم كناية عن قتل اليهود بالإضافة إلى القتال الفعلي ضد عناصر المقاومة.   في يوليو 1942، أمر هيملر بعدم استخدام مصطلح «حزبي»؛ بدلاً من ذلك، سيتم وصف المقاوميين ضد النازيين على أنهم «قطاع طرق». 
تعيين هيملر SS وSD للعمل على تطوير تكتيكات إضافية مناهضة للحزبية وأطلق حملة دعائية.  في وقت ما في يونيو 1943، أصدر هيملر أمر مكافحة العصابات، وأعلن في وقت واحد عن وجود Bandenkampfverbände (باندنكامبفيرباند: تشكيلات العصابات المسلحة)، مع إس إس- أوبر غروبن فوهرر إريك باش. باستخدام قوات من شرطة إس إس وفافن-إس إس في المقام الأول، فإن تشكيلات العصابات المسلحة لديها أربعة عناصر تشغيلية رئيسية هي: الدعاية والسيطرة المركزية والتنسيق في العمليات الأمنية وتدريب القوات والعمليات القتالية.  بمجرد أن قام الفيرماخت بتأمين الأهداف الإقليمية، كان باندنكامبفيرباند أول من آمن مرافق الاتصالات والطرق والسكك الحديدية والمجاري المائية. بعد ذلك، قاموا بتأمين المجتمعات الريفية والمنشآت الاقتصادية مثل المصانع والمباني الإدارية. ومن الأولويات الإضافية تأمين الموارد الزراعية والحرجية. أشرفت قوات الأمن الخاصة على جمع الحصاد، الذي اعتبر حاسما بالنسبة للعمليات الاستراتيجية.  أي يهود في المنطقة وقتلهم. لقد قُتل الشيوعيون والأشخاص من أصل آسيوي بشكل افتراضي على افتراض أنهم عملاء سوفييت. 

### معسكرات الموت

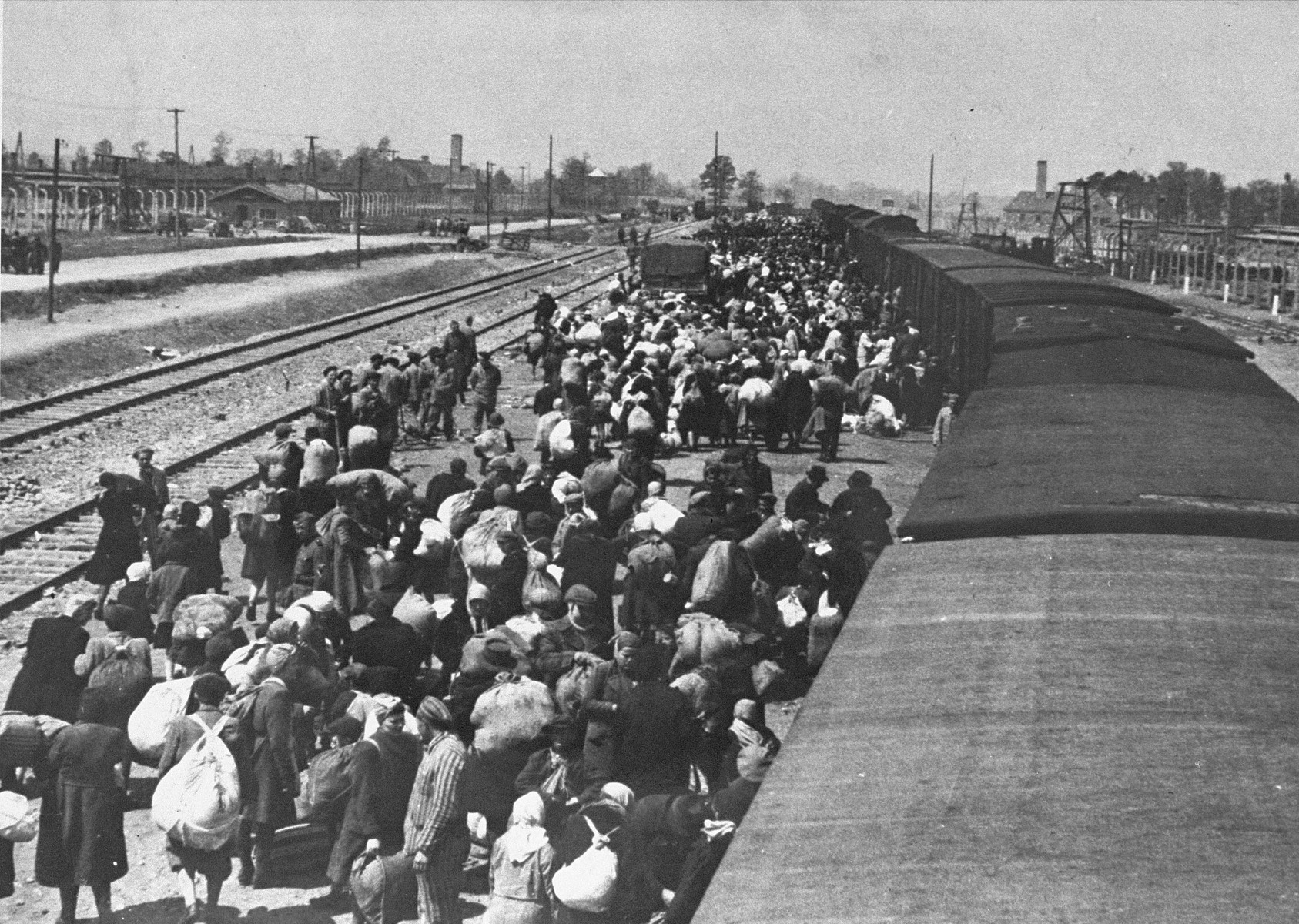
يهود من منطقة الكاربات روثينيا يصلون إلى معسكر اعتقال أوشفيتز، 1944

بعد بدء الحرب، كثف هيملر نشاط قوات الأمن الخاصة داخل ألمانيا وفي أوروبا المحتلة النازية. تم إلقاء القبض على أعداد متزايدة من اليهود والمواطنين الألمان الذين يُعتقد أنهم مشتبه بهم سياسياً أو غرباء اجتماعيون.  نظرًا لأن النظام النازي أصبح أكثر قمعًا، فقد ازداد حجم نظام معسكرات الاعتقال وعمله الفتاك. 
حدث تكثيف لعمليات القتل في أواخر عام 1941 عندما بدأت قوات الأمن الخاصة في بناء منشآت للغاز الثابت لتحل محل استخدام أينزاتسغروبن في عمليات القتل الجماعي.   قُتل الضحايا في معسكرات الإبادة الجديدة هذه باستخدام غاز أول أكسيد الكربون المنبعثة من محركات السيارات.  أثناء عملية رينهارد، التي يديرها ضباط من وحدات الجماجم (إس إس)، الذين أقسموا على السرية، تم بناء ثلاثة معسكرات للقتل في بولندا المحتلة: بيلزك (دخلت العملية في مارس 1942) وسوبيبور (تعمل بحلول مايو 1942)، وتريبلينكا (تعمل من قبل يوليو 1942)،  مع فرق من رجال ترونيكي (المتعاونين من أوروبا الشرقية) الذين يشرفون على مئات من سجناء ساندركوماندوس،  الذين أجبروا على العمل في غرف الغاز ومحارق الجثث قبل أن يقتلوا أنفسهم.  بناءً على أوامر هيملر، تم توسيع معسكر الاعتقال في أوشفيتز بحلول أوائل عام 1942 ليشمل إضافة غرف الغاز، حيث قُتل الضحايا باستخدام المبيد زيكلون ب.  
لأسباب إدارية، أصبح جميع حراس معسكرات الاعتقال والموظفين الإداريين أعضاء كاملين في فافن-إس إس في عام 1942. وضعت معسكرات الاعتقال تحت قيادة SS-Wirtschafts-Verwaltungshauptamt (المكتب الرئيسي الاقتصادي والإداري لشوتزشتافل) تحت قيادة أوزوالد بوهل.  خدم ريتشارد غلوكس كمفتش لمعسكرات الاعتقال، والتي أصبحت في عام 1942 مكتب "D" تحت المكتب الرئيسي الاقتصادي والإداري لشوتزشتافل.   أصبح الاستغلال والإبادة عملا متوازنا مع تدهور الوضع العسكري. الاحتياجات للعمال في اقتصاد الحرب، وخاصة بالنسبة للعمال المهرة، تعني أن بعض اليهود هربوا من الإبادة الجماعية.  في 30 أكتوبر 1942، بسبب النقص الحاد في اليد العاملة، أمر هيملر بأخذ أعداد كبيرة من الأشخاص الأصحاء جسديا في الأراضي السوفيتية المحتلة سجناء وإرسالهم إلى ألمانيا كعمال قسريين. 
بحلول عام 1944، تم تنظيم توتنكوبف-إس إس في ثلاثة أقسام: موظفو معسكرات الاعتقال في ألمانيا والنمسا، وفي الأراضي المحتلة، ومعسكرات الإبادة في بولندا. بحلول عام 1944، أصبح من الممارسات المعتادة تدوير أعضاء قوات الأمن الخاصة داخل المخيمات وخارجها، استنادًا إلى احتياجات القوى العاملة، ولكن أيضًا لتوفير مهام أسهل لأعضاء فافن-إس إس الجرحى.  هذا التناوب بين الموظفين يعني أن ما يقرب من جميع قوات الأمن الخاصة كلها تعرف ما يجري داخل معسكرات الاعتقال، مما يجعل المنظمة بأكملها مسؤولة عن جرائم حرب وجرائم ضد الإنسانية.

## إمبراطورية تجارية
في عام 1934، أسس هتلر أول مشروع تجاري لإس إس، نورلان-فيرلاج، وهي دار نشر أصدرت مواد الدعاية وكتيبات تدريب إس إس. بعد ذلك، اشترى Allach Porcelain، والذي بدأ بعد ذلك في إنتاج تذكارات شوتزشتافل.  بسبب نقص العمالة والرغبة في تحقيق مكاسب مالية، بدأت قوات الأمن الخاصة في استغلال نزلاء معسكرات الاعتقال كرقيق.  فقدت معظم شركات أعمال SS أموالًا حتى وضعها هملر تحت إدارة Pwall Verwaltung und Wirtschaftshauptamt Hauptamt (مكتب الإدارة والأعمال؛ VuWHA) في عام 1939.  وحتى ذلك الحين، كانت معظم الشركات تدار بشكل سيئ ولم تحصل على أجرة جيدة، أنشأ Pohl الشركة الاقتصادية الألمانية (الشركات الألمانية المحدودة ؛ DWB)، وتولى بموجبها إدارة جميع اهتمامات قوات الأمن الخاصة التجارية.  في النهاية، أسست قوات الأمن الخاصة حوالي 200 شركة قابضة لإدارة أعمالها. 

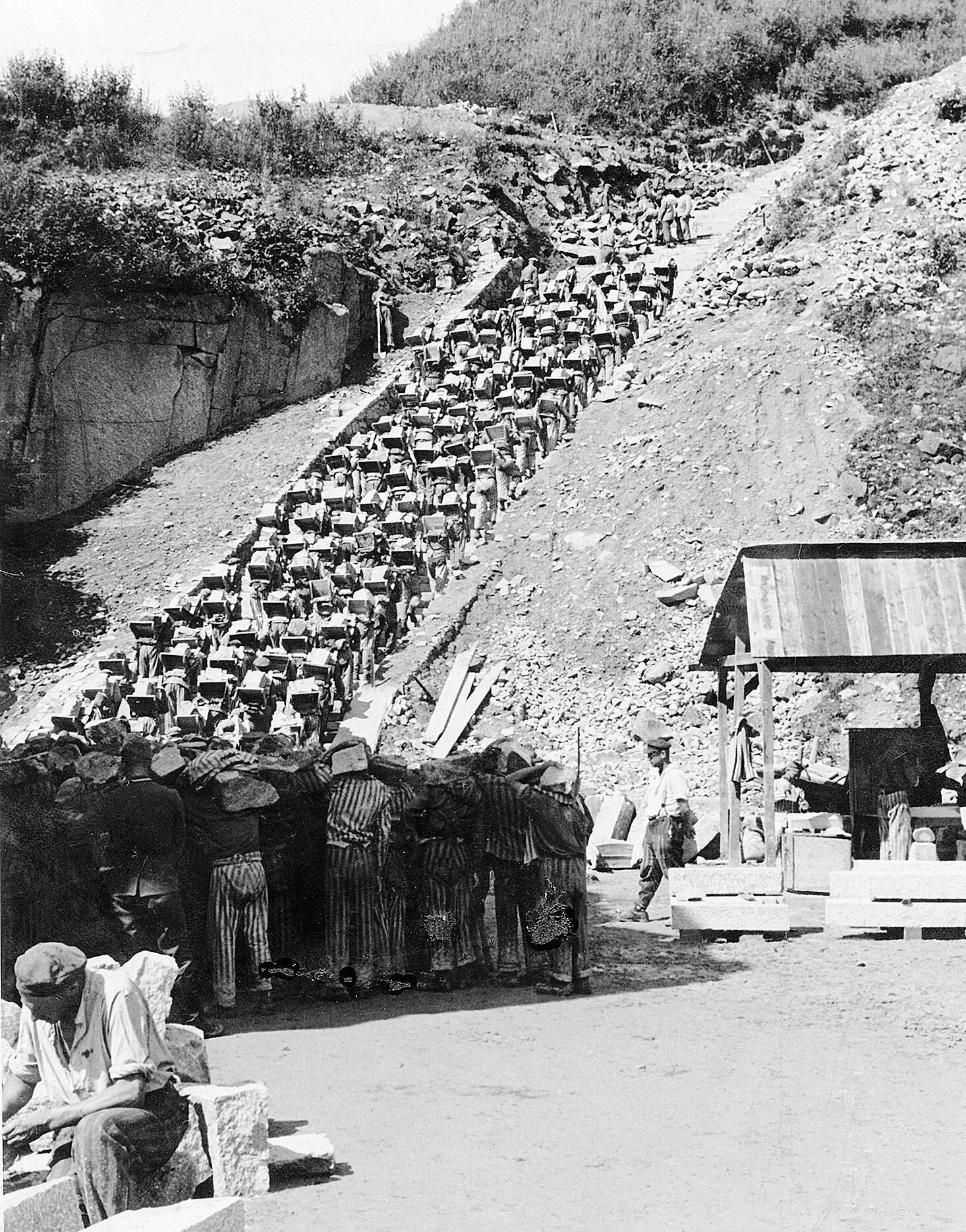
الإبادة من خلال المخاض. في معسكر الاعتقال في ماوتهاوزن-جوسن، أجبر النزلاء على حمل كتل ثقيلة من الجرانيت من محجر «سلالم الموت».

في مايو 1941، قام المكتب الرئيسي الاقتصادي والإداري لشوتزشتافل بتأسيس شركة Deutsche Ausrüstungswerke GmbH (ورش التسليح الألمانية؛ DAW)، والتي تم إنشاؤها لدمج مؤسسات أعمال قوات الأمن الخاصة مع نظام معسكرات الاعتقال المزدهر.  أنشئ هيملر في وقت لاحق أربعة معسكرات الاعتقال رئيسية جديدة في عام 1941: أوشفيتز وجروس-روزن وناتزويلر-ستروتهوف ونوينجامى. وكان لكل منهما مصنع أو محجر واحد على الأقل في مكان قريب، حيث أُجبر السجناء على العمل.  اهتم هيملر بشكل خاص بتوفير العمال لشركة إي غه فاربن، التي كانت تقوم ببناء مصنع للمطاط الصناعي في أوشفيتز الثالث - مونوفيتس.  كان المصنع جاهزًا تقريبًا لبدء الإنتاج عندما تم تجاوزه من قبل القوات السوفيتية في عام 1945.  متوسط العمر المتوقع للسجناء في مونويتز حوالي ثلاثة أشهر.  كان هذا نموذجًا للمخيمات، حيث كان السجناء يعانون من سوء التغذية ويعيشون في ظروف معيشية سيئة للغاية. عملو فوق طاقتهم عن قصد، تحت سياسة الإبادة من خلال العمل. 
في عام 1942، قام هيملر بتوحيد جميع المكاتب التي كان بول مسؤولاً عنها في مكتب واحد، وأنشئ المكتب الرئيسي الاقتصادي والإداري لشوتزشتافل.  تم وضع نظام معسكر الاعتقال بالكامل تحت سلطة المكتب الرئيسي الاقتصادي والإداري لشوتزشتافل.  ملكت شوتزشتافل شركة زديتنكفيه المحدودة، وهي منتج للمياه المعدنية في السوديت. بحلول عام 1944، كانت الشوتزشتافل قد اشترت 75 في المائة من منتجي المياه المعدنية في ألمانيا وكانوا يعتزمون الحصول على احتكار.  أنتجت العديد من معسكرات الاعتقال مواد بناء مثل الحجر والطوب والاسمنت لصالح شركة ديست المملوكة لشوتزشتافل (أعمال الأرض والحجر الألمانية؛ ديست DEST).  في المناطق الشرقية المحتلة، أحتكرت قوات الأمن الخاصة إنتاج الطوب من خلال الاستيلاء على جميع أعمال البناء الطينية البالغ عددها 300.  أسس DWB أيضًا Ost-Deutsche Baustoffwerke (أعمال تشييد المباني لشرق ألمانيا؛ GmbH أو ODBS) وDeutsche Edelmöbel GmbH (German Noble Furniture). هذه الشركات تعمل في المصانع التي قد صادرتها قوات الأمن الخاصة من اليهود والبولنديين. 
أمتلكت قوات الأمن الخاصة المزارع والمخابز ومصانع تعبئة اللحوم والمصنوعات الجلدية والملابس ومصانع الزي الرسمي ومصانع الأسلحة الصغيرة.   تحت إشراف المكتب الرئيسي الاقتصادي والإداري لشوتزشتافل، باعت قوات الأمن الخاصة المخيم للعديد من المصانع بمعدل يتراوح بين ثلاثة وستة رايخ مارك لكل سجين في اليوم.  صادرت قوات الأمن الخاصة وبيعت سجناء معسكرات الاعتقال، وصادرت محافظهم الاستثمارية ونقودهم، واستفادت من جثثهم.  بلغت القيمة الإجمالية للأصول التي نهبت من ضحايا عملية رينهارد وحدها (بدون أوشفيتز) من خلال أوديلو جلوبوسنيك بواقع 178,745,960.59 رايخ مارك. وفقًا للتشريع النازي، كانت الممتلكات اليهودية ملكًا للدولة، لكن العديد من قادة وحراس معسكرات الأمن الخاصة سرقوا أشياء مثل الماس أو العملة لتحقيق مكاسب شخصية، أو أخذوا المواد الغذائية والخمور المحتجزة للبيع في السوق السوداء. 

## الانتكاسات العسكرية
في 5 يوليو 1943، بدأ الألمان معركة كورسك، وهي آخر هجوم استراتيجي يمكنهم تنفيذه على الجبهة الشرقية.  تم توسيع فافن-إس إس بحلول هذا الوقت إلى 12 فرقة، وشاركت معظمهما في المعركة.  بسبب المقاومة السوفيتية الشديدة، أوقف هتلر الهجوم بحلول مساء يوم 12 يوليو. في 17 يوليو، ألغى العملية وأمر بالانسحاب.  بعد ذلك، أجبر الألمان على الدفاع عندما بدأ الجيش الأحمر تحرير غرب روسيا.  حدثت الخسائر التي تكبدتها فافن-إس إس والفيرماخت أثناء معركة كورسك في وقت متزامن تقريبًا مع هجوم الحلفاء على إيطاليا، مما فتح حربًا على جبهتين لألمانيا. 

### إنزال النورماندي

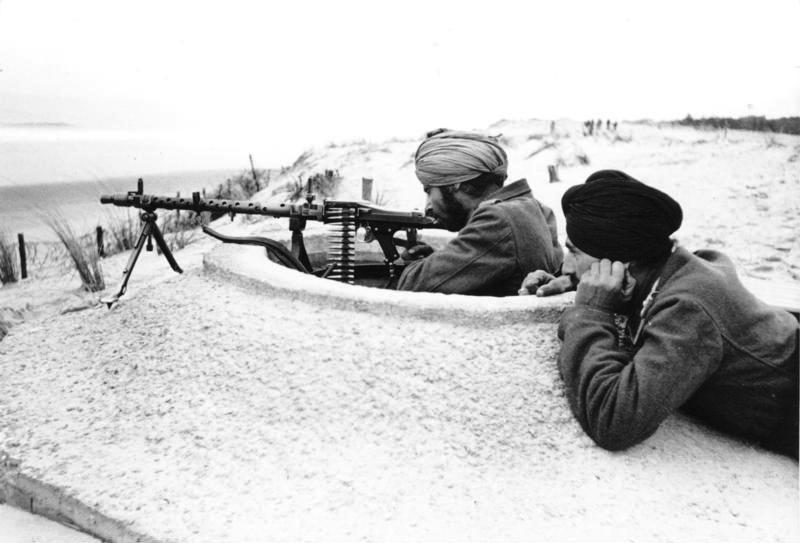
تقوم قوات الفيلق الهندي التابعة لفافن إس إس بحراسة الجدار الأطلسي في بوردو، 21 مارس 1944

بعد أن شعر بالقلق من الغارات على سان نازير ودييب في عام 1942، أمر هتلر ببناء التحصينات التي سماها الجدار الأطلسي على طول ساحل المحيط الأطلسي، من إسبانيا إلى النرويج، للحماية من غزو الحلفاء المتوقع.  شُيِّدت أذرع مدفعية خرسانية في نقاط إستراتيجية على طول الساحل، وتم وضع حوامل معدنية وألغام وعقبات كبيرة مضادة للدبابات على الشواطئ لتأخير اقتراب مهبط الطائرات وإعاقة حركة الدبابات.  بالإضافة إلى العديد من فرق المشاة الثابتة، تم نشر أحد عشر فرقة بانزر وبانزرجرينادير في مكان قريب.   أربعة من هذه التشكيلات كانت وحدات تابعة لفافن-إس إس.  بالإضافة إلى ذلك، كانت داس رايخ في جنوب فرنسا، وكانت لايبشتاندارته أدولف هتلر في بلجيكا بعد تجدد القتال في الاتحاد السوفيتي، وفرقة بانزر التي تم تشكيلها حديثًا فرقة بانز إس إس 12 هتلريوجند، ويتألف من 17 و18 عامًا من أعضاء شباب هتلر المدعومين من قبل المحاربين القدامى وضباط الصف ذوي الخبرة، غرب باريس.  كان إنشاء فرقة بانز إس إس 12 هتلريوجند علامة على تعطش هتلر للحصول على المزيد من القوات، لا سيما تلك التي لديها طاعة لا جدال فيها. 
وقع الإنزال في نورماندي ابتداء من 6 يونيو 1944. فرقة الدبابات 21 تحت اللواء إدغار فوشتنغر المتمركزة جنوب كاين، كانت فرقة الدبابات الوحيد بالقرب من الشواطئ. ضمت الفرقة على 146 دبابة و50 مدفع هجومي، بالإضافة إلى دعم من المشاة والمدفعية.  في 02:00، جينيرال لوتنانت فيلهلم ريختر، قائد فرقة المشاة الثابتة 716، أمر فرقة الدبابات 21 لإتخاذ مراكزها للبدء بتنفيذ هجمات مضادة. ومع ذلك، نظرًا لأن الفرقة كانت جزءًا من الاحتياط المدرع، فقد اضطر إدغار فوشتنغر إلى طلب تصريح من القيادة العليا للفيرماخت قبل أن يتمكن من تشكيل قوته.  لم يتلق فوشتنغر أوامر حتى الساعة 09:00 تقريبًا، ولكن في غضون ذلك قام بمبادرة خاصة به بتشكيل مجموعة قتال (بما في ذلك الدبابات) لمحاربة القوات البريطانية شرق أورني.  بدأت هتلريوجند في الانتشار بعد ظهر يوم 6 يونيو، مع قيام وحداتها بأعمال دفاعية في اليوم التالي. كما شاركوا في معركة كاين (يونيو - أغسطس 1944).  في 7-8 و 17 يونيو، أطلق أعضاء هتلريوجند النار وقتلوا عشرين أسير حرب كنديً في مذبحة دير أردين. 
واصل الحلفاء إحراز تقدم في تحرير فرنسا، وفي 4 أغسطس أمر هتلر بشن هجوم مضاد (عملية Lüttich) من Vire باتجاه افرانش.  شملت العملية فرق لايبشتاندارته وداس رايخ وفرقة البانزر الثانيةوفرقة بانزر 116 بدعم من المشاة وعناصر من فرقة إس إس 17 بانزرجرينادير غوتز فون بيرليتشينغن تحت قيادة إس إس-أوبرست-غروبن فوهرر باول هاوسيه. وضعت هذه القوات لشن هجوم بالقرب من مرتين والتوجه غربًا عبر الفروع إلى الساحل. أعدت قوات الحلفاء لهذا الهجوم، وأثبت الهجوم الجوي على الوحدات الألمانية المشتركة أنه مدمر.  في 21 أغسطس، تم تطويق 50 ألف جندي ألماني، بما في ذلك معظم قوات لايبشتاندارته ، من قبل الحلفاء في جيب فاليز.  تم سحب بقايا لايبشتاندارته الذين فروا إلى ألمانيا لتجديدها.  تم تحرير باريس في 25 أغسطس، وانسحب آخر فرد من القوات الألمانية على نهر السين بحلول نهاية أغسطس، منهيا حملة نورماندي. 

### المعركة من أجل ألمانيا
تم سحب وحدات فافن-إس إس التي نجت من الحملات الصيفية من خط المواجهة لتجديدها. قام اثنان منها، فرقة البانزر إس إس التاسعة هوهنشتاوفن وفرقة إس إس العاشرة فروندسبيرج، بذلك في منطقة أرنهيم بهولندا في أوائل سبتمبر 1944. من قبيل الصدفة، في 17 سبتمبر، أطلق الحلفاء في نفس المنطقة عملية ماركت جاردن، وهي عملية مشتركة جواً (مظليين) وبرا. للسيطرة على نهر الراين السفلى.  كانتا الفرقتان التاسعة والعاشرة من بين الوحدات التي صدت الهجوم. 

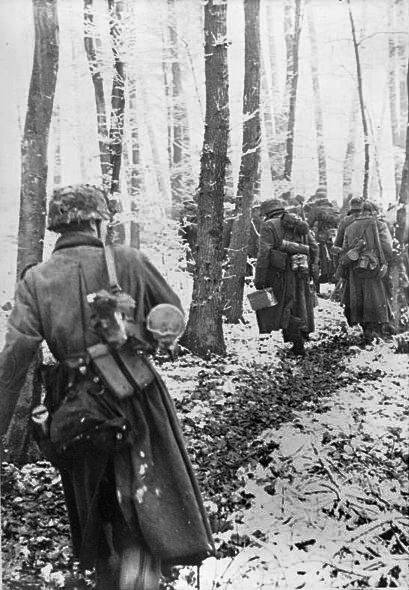
مشاة ألمانية يسافرون مشياً على الأقدام عبر الآردين، ديسمبر 1944

في ديسمبر 1944، أطلق هتلر هجوم الآردين، المعروف أيضًا باسم معركة الثغرة، وهو هجوم مضاد كبير ضد الحلفاء الغربيين عبر الآردين بهدف الوصول إلى أنتويرب أثناء تطويق جيوش الحلفاء في المنطقة.  بدأ الهجوم بقصف مدفعي قبل الفجر بفترة وجيزة في 16 ديسمبر. وكان من بين قادة الجيوش الهجومية جيشان بانزر يتألفان إلى حد كبير من فرق فافن-إس إس.  تقدمت مجموعات القتال عبر الغابات والتلال الحرجية لآردين الصعبة في الطقس الشتوي، لكنها في البداية أحرزت تقدماً جيداً في القطاع الشمالي. سرعان ما واجهوا مقاومة قوية من فرقتي المشاة الأمريكية الثانية والتاسعة والتسعين. بحلول 23 ديسمبر، تحسن الطقس بدرجة كافية لمهاجمة القوات الجوية المتحالفة للقوات الألمانية وأعمدة الإمداد، مما تسبب في نقص الوقود. في ظروف متزايدة الصعوبة، تباطأ التقدم الألماني وتوقف.  كلف هجوم هتلر الفاشل 700 دبابة ومعظم قواته المتنقلة المتبقية في الغرب،  وكذلك معظم احتياطياتهم التي لا يمكن تعويضها من القوى العاملة والعتاد. 
خلال المعركة، ترك إس إس- أوبرستورمبانفورر يواخيم بيبر طريقًا من الدمار، شمل جنود فافن-إس إس تحت قيادته وهم يقتلون أسرى الحرب الأمريكيين والمدنيين البلجيكيين غير المسلحين في مذبحة مالميدي.  تمت محاكمة جنود قوات الأمن الخاصة الذين تم أسرهم والذين كانوا جزءًا من كامبفجروب بيبير أثناء محاكمة مذبحة مالميدي في أعقاب الحرب على هذه المذبحة وعدة أشخاص آخرين في المنطقة. حُكم على العديد من الجناة بالإعدام، لكن تم تخفيف الأحكام. سجن بايبر لمدة 11 عامًا لدوره في عمليات القتل. 

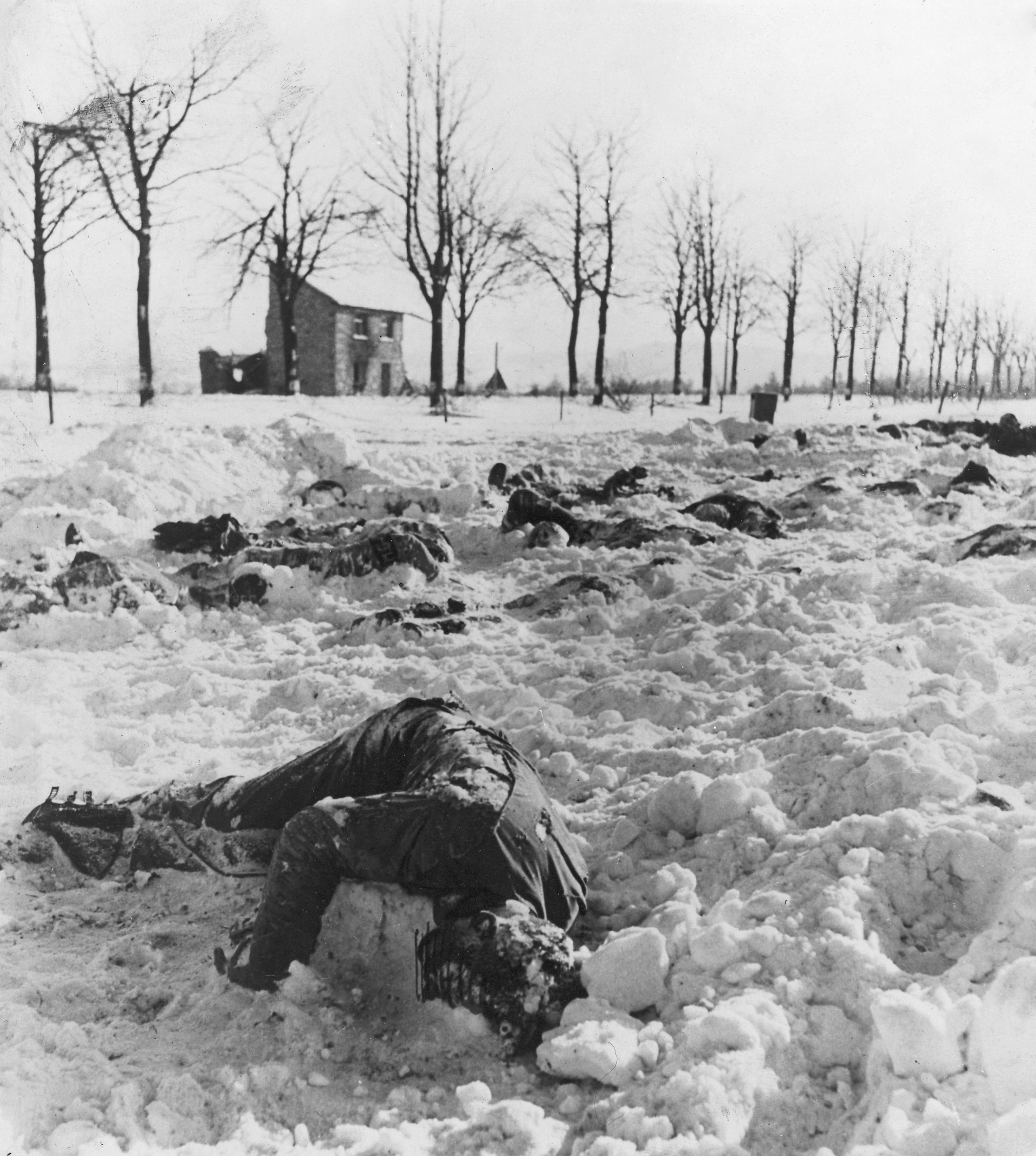
أسرى حرب أمريكيون قتلوا على أيدي قوات الأمن الخاصة بقيادة يواكيم بيبير في مذبحة مالميدي خلال معركة الثغرة (ديسمبر 1944)

في الشرق، استأنف الجيش الأحمر هجومه في 12 يناير 1945. فاق عدد طائرات السوفيي عدد طائرات القوات الألمانية بنسبة عشرين ضعف، واحد إلى واحد في المشاة، وسبعة إلى واحد في الدبابات على الجبهة الشرقية.  بحلول نهاية الشهر، صنع الجيش الأحمر رؤوس جسر عبر أودر، آخر عقبة جغرافية أمام برلين.  واصل الحلفاء الغربيون التقدم أيضًا، لكن ليس بالسرعة التي حققها الجيش الأحمر.  أجرى فيلق بانزر عملية دفاعية ناجحة في 17-24 فبراير على نهر هرون، مما أدى إلى توقف تقدم الحلفاء نحو فيينا.  شق فيلق بانزر إس إس الأول والثاني طريقهما نحو النمسا، ولكن تم إبطائه بسبب تلف السكك الحديدية. 
سقطت بودابست في 13 فبراير.  أمر هتلر جيش دايتريش بانزر السادس بالانتقال إلى المجر لحماية حقول النفط والمصافي في ناجيكانيزا، والتي اعتبرها احتياطيات الوقود الأكثر قيمة استراتيجياً على الجبهة الشرقية.   Frühlingserwachsen (عملية صحوة الربيع)، وقع الهجوم الألماني الأخير في الشرق في أوائل مارس. هاجمت القوات الألمانية بالقرب من بحيرة بالاتون، مع تقدم جيش بانزر السادس شمالًا نحو بودابست وجيش بانزر الثاني شرقًا وجنوبًا.  أحرزت قوات ديتريش في البداية تقدمًا جيدًا، ولكن مع اقترابها من نهر الدانوب، أدى مزيج من التضاريس الوعرة والمقاومة السوفيتية القوية إلى توقفها.  وبحلول 16 مارس، تم خسارة امعركة.  غضبًا من الهزيمة، أمر هتلر وحدات فافن-إس إس المعنية بإزالة ألقابهم كدليل على الخزي. رفض ديتريش تنفيذ الأمر. 
بحلول هذا الوقت، على كل من الجبهة الشرقية والغربية، أصبحت أنشطة قوات الأمن الخاصة واضحة للحلفاء، حيث تم دخول معسكرات الاعتقال والإبادة.  شعرت قوات الحلفاء بالاشمئزاز عندما رات الأدلة على الوحشية النازية في المخيمات. 
في 9 أبريل 1945، سقطت كونيغسبرغ بيد الجيش الأحمر، وفي 13 أبريل أُجبرت وحدة ديتريش من قوات الأمن الخاصة على الخروج من فيينا.  بدأت معركة برلين في الساعة 03:30 يوم 16 بقصف مدفعي واسع.  خلال الأسبوع، كان القتال يدور داخل المدينة. من بين العديد من العناصر المدافعة عن برلين كانت القوات الفرنسية واللاتفية والإسكندنافية التابعة لفافن إس إس.   لا يزال هتلر، الذي يعيش الآن في قبو الفوهرر تحت مستشارية الرايخ، يأمل في أن يتمكن جنوده المتبقون من قوات الأمن الخاصة من إنقاذ العاصمة. على الرغم من الوضع المياوس منه، استمر أفراد قوات الأمن الخاصة الذين يقومون بدوريات في المدينة في إطلاق النار على الجنود والمدنيين أو شنقهم بسبب ما اعتبروه أعمال جبانة أو هزيمة.  استسلمت حامية برلين في 2 مايو، بعد يومين من انتحار هتلر.  نظرًا لأن أعضاء قوات الأمن الخاصة كانوا يتوقعون القليل من الرحمة من الجيش الأحمر، فقد حاولوا التحرك غربًا للاستسلام للحلفاء الغربيين بدلاً من ذلك. 

## وحدات قوات الأمن الخاصة وفروعها

### مكتب الأمن الرئيسي لرايخ
حصل هايدريش على لقب شيف دير سيشرهيتسبوليسي أند دي إس (رئيس شرطة الأمن والشرطة الأمنية) حتى 27 سبتمبر 1939، عندما أصبح رئيس مكتب الأمن الرئيسي الرايخ المنشأ حديثًا (RSHA).   من تلك النقطة إلى الأمام، كان المكتب مسؤولا عن الخدمات الأمنية لقوات لا الأمن الخاصة. كان تحت قيادتها الشرطة الأمنية وكريبو، وغيستابو، وكذلك العديد من المكاتب للتعامل مع الشؤون المالية والإدارية والتزويد.  أصبح هينريش مولر، الذي كان رئيسًا للعمليات في الغستابو، رئيسًا للغيستابو في هذا الوقت.  كان آرثر نيبي قائد كريبو، وكان يقود فرعين لقوات الشرطة الأمنية التي تقاد من سلسلة من ضباط قوات الأمن الخاصة، بما في ذلك أوتو أولندورف ووالتر شلينبرج. اعتبرت الأس دي فرع النخبة من قوات الأمن الخاصة، حيث تلقى أعضاؤها تعليما أفضل وكانو أكثر طموحا عادة من تلك الموجودة في صفوف ألجيماينه إس إس.  تم تدريب أعضاء الشرطة الأمنية بشكل خاص على علم الإجرام والذكاء والاستخبارات المضادة. كما اكتسبوا سمعة عن القسوة والالتزام الثابت بالإيديولوجية النازية. 
هايدريش تعرض للهجوم في براغ في 27 مايو 1942 من قبل فريق دربه البريطانيين مكون من الجنود التشيك والسلوفاك الذين أرسلتهم الحكومة التشيكية السلوفاكية في المنفى لقتله في عملية الأنثروبويد. توفي متأثرا بجراحه بعد أسبوع.   ادار هيملر مكتب الأمن شخصيًا حتى 30 يناير 1943، عندما حصل إرنست كالتنبرونر على منصب هايدريش. 

### إس إس-ساندركوماندوس
ابتداءً من عام 1938 وطوال الحرب العالمية الثانية، سنت قوات الأمن الخاصة إجراءً حيث يمكن لمكاتب ووحدات قوات الأمن الخاصة تشكيل وحدات فرعية أصغر، تُعرف باسم إس إس-ساندركوماندوس، للقيام بمهام خاصة، بما في ذلك عمليات القتل واسعة النطاق. كان استخدام إس إس-ساندركوماندوس واسع الانتشار. وفقًا لقائد وحدة الاعتداء فيلهلم هوتيل السابق، لم تكن حتى قيادة الإس إس تعرف عدد وحدات إس إس-ساندركوماندوس التي يتم تشكيلها وحلها باستمرار في العديد من المهام، خاصة على الجبهة الشرقية. 
قتلت وحدة إس إس-ساندركوماندوس بقيادة قائد وحدة الاعتداءهربرت لانج 1,201 المريض النفسي في مستشفى Tiegenhof للأمراض النفسية في مدينة دانزيغ الحرة،  1100 مريض في Owińska، و2750 مريض في Kościan، و1،558 مريض في Dśiałdowo، مئات البولنديين في الحصن السابع، حيث تم تطوير سيارة الغاز المتنقلة وقبو الغاز.   في 1941-1942، أنشأ إس إس-ساندركوماندوس لانجر وأدار أول معسكر للإبادة، في خليمنو، حيث قُتل 152000 يهودي باستخدام شاحنات الغاز. 
بعد معركة ستالينجراد في فبراير 1943، أدرك هيملر أن ألمانيا ستخسر الحرب على الأرجح، وأمر بتشكيل ساندركوماندوس 1005، وهي فرقة عمل خاصة تحت قيادة شتاندارتن فوهرر باول بلوبل. كانت مهمة الوحدة هي زيارة المقابر الجماعية على الجبهة الشرقية لاستخراج الجثث وحرقها في محاولة للتستر على الإبادة الجماعية. بقيت المهمة غير مكتملة في نهاية الحرب، ولا تزال مقابر جماعية كثيرة غير معلومة وغير مستكشفة. 
كانت ايخمان ساندركوماندوس قوة عمل برئاسة أدولف أيخمان الذي وصل إلى بودابست في 19 مارس 1944، في نفس اليوم الذي غزت فيه قوات الحلفاء المجر. كانت مهمتهم القيام بدور مباشر في ترحيل اليهود المجريين إلى أوشفيتز. ساعد إس إس-ساندركوماندوس العناصر المعادية للسامية من رجال الدرك الهنغاريين والمسؤولين المؤيدين لألمانيا من داخل وزارة الداخلية الهنغارية.  بدأت الجولات في 16 أبريل، ومن 14 مايو، غادرت أربعة قطارات من 3000 يهودي يوميًا للمجر وسافرت إلى معسكر أوشفيتز الثاني-بيركيناو، ووصلت على طول خط تم بناؤه حديثًا أنهى بضع مئات من الأمتار من غرف الغاز.   تم اختيار ما بين 10 و25 في المائة من الناس في كل قطار كعمال قسريين؛ قتل الباقون في غضون ساعات من وصولهم.   تحت الضغط الدولي، أوقفت الحكومة الهنغارية عمليات الترحيل في 6 يوليو 1944، والتي توفي فيها أكثر من 437000 من اليهود المجريين البالغ عددهم 725,000.  

### وحدات القتل المتنقلةأينزاتسغروبن

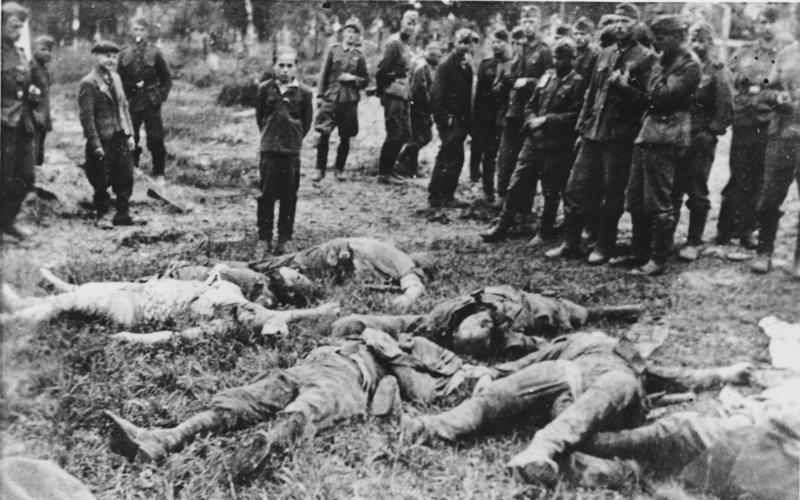
عمليات القتل بواسطة قوات الأمن الخاصة في زبوريف، 1941. يتم جلب صبي في سن المراهقة لرؤية عائلته الميتة قبل إطلاق النار عليه.

ترجع أصول أينزاتسغروبن إلى اينساتسكوماندو المتخصص الذي أنشأه هايدريش في أعقاب عملية آنشلوس في النمسا في مارس 1938.  تمركز وحدتان من أينزاتسغروبن في السويدت في أكتوبر 1938. عندما تحول العمل العسكري لعمل غير ضروري بسبب اتفاق ميونيخ، تم تكليف أينزاتسغروبن بمصادرة الأوراق الحكومية ووثائق الشرطة. قاموا بتأمين المباني الحكومية واستجواب كبار الموظفين المدنيين، واعتقلوا ما يصل إلى 10000 شيوعي تشيكي ومواطنين ألمانيين.   تبعت أينزاتسغروبن أيضًا قوات الفيرماخت وقتلت الثوار المحتملين.  تم استخدام مجموعات مماثلة في عام 1939 لاحتلال تشيكوسلوفاكيا. 
شعر هتلر أن الإبادة المخططة لليهود كانت صعبة للغاية وهامة لا يمكن تكليفها بالجيش.  في عام 1941 تم إرسال أينزاتسغروبن إلى الاتحاد السوفيتي لبدء الإبادة الجماعية على نطاق واسع لليهود والشعب الروماني والشيوعيين.  يقدر المؤرخ راؤول هيلبرج أنه في الفترة بين 1941 و1945 قتلت أينزاتسغروبن والوكالات ذات الصلة أكثر من مليوني شخص، من بينهم 1.3 مليون يهودي.  كان أكبر إطلاق نار جماعي ارتكبته أينزاتسغروبن في بابي يار خارج كييف، حيث قُتلت 33771 يهوديًا في عملية واحدة في 29-30 سبتمبر 1941.  في مذبحة رمبولا (نوفمبر - ديسمبر 1941)، 25000 ضحية من غيتو ريغا قتلوا.  أودى إطلاق نار جماعي آخر في عام 1942 بحياة أكثر من 10000 يهودي في خاركوف. 
تم حل أخر وحدات أينزاتسغروبن في منتصف عام 1944 (على الرغم من أن البعض ظل موجودًا على الورق حتى عام 1945) بسبب التراجع الألماني على كلا الجبهتين وما ترتب عليه من عدم القدرة على مواصلة أنشطة الإبادة. تم تعيين أعضاء أينزاتسغروبن السابقين إما في فافن-إس إس أو في معسكرات الاعتقال. تمت محاكمة 24 من قادة أينزاتسغروبن بتهمة ارتكاب جرائم حرب في أعقاب انتهاء الحرب. 

### المكتب الرئيسي لمحكمةأمن الدولة
كان المكتب الرئيسي لمحكمة أمن الدولة (Hauptamt SS-Gericht) نظامًا قانونيًا داخليًا لإجراء التحقيقات والمحاكمات ومعاقبة قوات الأمن الخاصة والشرطة. كان لديها أكثر من 600 محامٍ يعمل في المكاتب الرئيسية في برلين وميونيخ. وقد أجريت الإجراءات في 38 محكمة إقليمية في جميع أنحاء ألمانيا. كانت السلطة الوحيدة المخولة لمحاكمة أفراد قوات الأمن الخاصة، باستثناء أعضاء قوات الأمن الخاصة الذين كانوا في الخدمة الفعلية في الفيرماخت (في مثل هذه الحالات، تمت محاكمة عضو قوات الأمن المعنية من قبل محكمة عسكرية عادية). وضع إنشائها قوات الأمن الخاصة خارج نطاق السلطة القانونية المدنية. تدخل هيملر شخصيا بما رأه مناسبا فيما يتعلق بالإدانات والعقاب.  يصف المؤرخ كارل ديتريش براشر نظام المحاكم هذا كعامل واحد في إنشاء دولة الشرطة الاستبدادية النازية، حيث أنه أزال الإجراءات القانونية الموضوعية، مما جعل المواطنين بلا دفاع ضد «العدالة الموجزة لإرهاب قوات الأمن الخاصة». 

### فرسان إس إس
بعد فترة وجيزة من استيلاء هتلر على السلطة في عام 1933، تم الاستيلاء على معظم رابطات ركوب الخيل من قبل كتيبة العاصفة وقوات الأمن الخاصة.  تلقى الأعضاء تدريبات قتالية للخدمة في فرقة رايتر SS (فيلق SS الفرسان).  تم تشكيل أول فوج سلاح الفرسان SS، المعين SS-Totenkopf Reitstandarte 1، في سبتمبر 1939. تحت قيادة SS- Standartenführer هيرمان فيجلين، تم تعيين الوحدة في بولندا، حيث شاركوا في إبادة المفكرين البولنديين.   أضيفت أسراب إضافية في مايو 1940، ليصبح المجموع 14. 
تم تقسيم الوحدة إلى قسمين في ديسمبر عام 1939، مع هيرمان فيجلين المسؤول عن الاثنين. بحلول مارس 1941 كان قوتهم 3500 رجل.   في يوليو 1941، تم تكليفهم بالعملية العقابية في مستنقعات بريبيات، حيث تم تكليفهم بجمع وإبادة اليهود والحزبيين.  تم دمج الفوجين في لواء سلاح الفرسان SS في 31 يوليو، بعد اثني عشر يومًا من بدء العملية.  يذكر التقرير النهائي لفجيلين، بتاريخ 18 سبتمبر 1941، أنهم قتلوا 14178 يهوديًا، و1001 من الحزبيين، و699 من جنود الجيش الأحمر، مع 830 سجينًا.   يقدر المؤرخ هينينج بيبير أن العدد الفعلي لليهود الذين قتلوا هم أقرب إلى 23,700.  تكبد لواء الفرسان إس إس خسائر فادحة في نوفمبر 1941 في معركة موسكو، مع خسائر تصل إلى 60 في المائة في بعض الأسراب.  تم تعيين فيجيلين كقائد للفرقة الثامنة لفرسان قوات الأمن الخاصة فلوريان غاير في 20 أبريل 1943. وشهدت هذه الوحدة الخدمة في الاتحاد السوفيتي في هجمات على الثوار والمدنيين.   بالإضافة إلى ذلك، خدمت أفواج SS الفرسان في كرواتيا والمجر. 

### فيلق قوات الأمن الخاصة الطبي

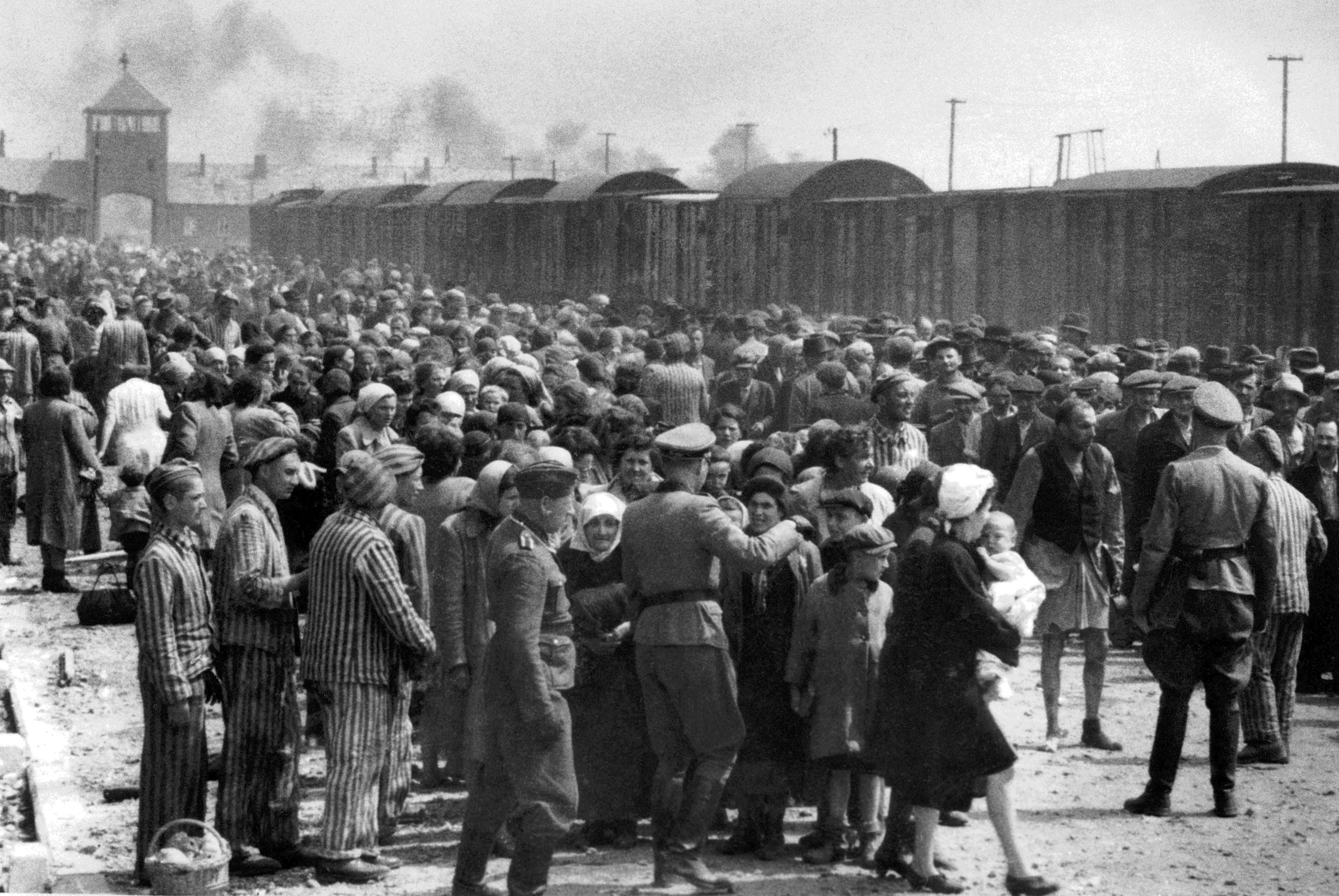
اليهود المجريون على جودنرامب (المنحدر اليهودي) بعد النزول من قطارات النقل. صورة من ألبوم أوشفيتز (May 1944)

عرفت فيلق SS الطبي في البداية باسم Sanitätsstaffel (الوحدات الصحية). بعد عام 1931، شكلت SS مقر مكتب Amt   الخامس كمكتب مركزي للوحدات الطبية SS. تم تأسيس أكاديمية SS الطبية في برلين في عام 1938 لتدريب أطباء فافن إس إس.  لم يقدم العاملون الطبيون في قوات الأمن الخاصة الرعاية الطبية الفعلية؛ كانت مسؤوليتها الأساسية الإبادة الجماعية الطبية.  في أوشفيتز قُتل حوالي ثلاثة أرباع الوافدين الجدد، بما في ذلك جميع الأطفال تقريبًا، والنساء اللائي لديهن أطفال صغار، وكبار السن، وجميع أولئك الذين ظهروا في فحص قصير وسطحي من قبل طبيب من قوات الأمن الخاصة حتى لا يكون لائقًا تمامًا. ساعات الوصول.  في دورهم كديسينفكتورين (المطهرات)، قام أطباء قوات الأمن الخاصة أيضًا باختيار من بين السجناء الحاليين فيما يتعلق بصلاحيتهم في العمل، وأشرفوا على قتل أولئك الذين يعتبرون غير لائقين. تم فحص السجناء في حالة تدهور صحتهم من قبل أطباء إس إس، الذين قرروا ما إذا كان سيتمكنون من التعافي في أقل من أسبوعين أم لا. أولئك الذين يعانون من المرض أو الجرحى الذين يتعافون في أكثر من هذا الإطار الزمني تم قتلهم
في أوشفيتز، كانت قوات الأمن الخاصة تتولى دائماً تسليم الغاز الفعلي للضحايا، بناءً على أمر طبيب قوات الأمن الخاصة المشرف.   أجرى العديد من أطباء قوات الأمن الخاصة تجارب طبية غير إنسانية على سجناء المحتشدات.  خدم الطبيب الأكثر شهرة، وهو جوزيف مينجيل، كضابط طبي في أوشفيتز تحت قيادة إدوارد ويرث من السلك الطبي في المخيم.  قام مينجيل باختيارات حتى لو لم يتم تكليفه بذلك على أمل العثور على مواضيع لتجاربه.  كان مهتمًا بشكل خاص بتحديد مواقع مجموعات التوائم.  على النقيض من معظم الأطباء، الذين رأوا إجراء التعيينات كواحدة من أكثر واجباتهم إرهاقًا وأشدها فظاعة، فقد اضطلع مينجيل بالمهمة بولع شديد، وغالبًا ما يبتسم أو يسمع صفيرًا.   بعد الحرب، اتُهم العديد من أطباء قوات الأمن الخاصة بارتكاب جرائم حرب بتجاربهم الطبية اللاإنسانية ودورهم في اختيارات غرف الغاز. 

### وحدات إس إس الأخرى

#### Ahnenerbe
تأسست Ahnenerbe (منظمة تراث الأجداد) في عام 1935 من قبل هيملر، وأصبحت جزءًا من إس إس في عام 1939.  وكانت وكالة مظلة لأكثر من خمسين منظمة مكلفة بدراسة الهوية العرقية الألمانية والتقاليد واللغة الجرمانية القديمة.   قامت الوكالة برعاية البعثات الأثرية في ألمانيا، والدول الاسكندنافية، والشرق الأوسط، والتبت وفي أماكن أخرى للبحث عن أدلة على جذور الآريين والتأثير والتفوق.  تم تأجيل الحملات المخطط لها إلى أجل غير مسمى في بداية الحرب. 

#### SS-Frauenkorps
كانت SS-Frauenkorps وحدة مساعدة للإبلاغ والكتاب،  والتي تضمنت SS-Helferinnenkorps (فيلق النساء المساعد)، وتتألف من متطوعات. تم تعيين أعضائها كموظفين إداريين وموظفين إمداد، وعملوا في مناصب قيادية وكحراس في معسكرات الاعتقال النسائية.   بينما كان حراس معسكرات الاعتقال والإبادة من الإناث موظفات مدنيات في قوات الأمن الخاصة، كان أفراد قوات الأمن الخاصة الذين أتموا تدريبات في Reichsschule für SS-Helferinnen في Oberehnheim (الألزاس) أعضاء في فافن-إس إس.  مثلها مثل الذكور في إس إس، شاركت الإناث في الفظائع التي ارتكبت ضد اليهود والبولنديين وغيرهم. 
في عام 1942، أنشأ هيملر Reichsschule für SS Helferinnen (مدرسة الرايخ لمساعدي قوات الأمن الخاصة) في أوبرنهايم لتدريب النساء على الاتصالات حتى يتمكنوا من تحرير الرجال للقيام بأدوار قتالية. كما قصد هيملر استبدال جميع الموظفات المدنيين في خدمته بأعضاء SS-Helferinnen، حيث تم اختيارهم وتدريبهم وفقًا للإيديولوجية النازية.   تم إغلاق المدرسة في 22 نوفمبر 1944 بسبب تقدم الحلفاء. 

#### SS-Mannschaften
لم يُعتبر SS-Mannschaften (وحدة مساعد-إس إس) أعضاء عاديين في قوات الأمن الخاصة، لكن تم تجنيدهم من الفروع الأخرى للجيش الألماني، الحزب النازي، كتيبة العاصفة، فولكسشتورم للخدمة في معسكرات الاعتقال ومعسكرات الإبادة. 

## الفيالق الأجنبية والمتطوعين
ابتداءً من عام 1940، فتح هيملر التجنيد في فافن إس إس للأشخاص من العرق الألماني الذين لم يكونوا مواطنين ألمان.  في مارس 1941، أسس المكتب الرئيسي للقوات المسلحة الألمانية (Germanische Leitstelle) (مكتب التوجيه الجرماني) لإنشاء مكاتب تجنيد لفافن إس إس في أوروبا التي تحتلها النازية.  ارتدت غالبية وحدات فافن إس إس الأجنبية رقعة طوق وطنية مميزة وتسبق ألقاب رتبها العسكرية مع البادئة فافن بدلاً من إس إس. شغل المتطوعون من الدول الاسكندنافية صفوف فرقتين، إس إس-فيكينج وإس إس-نوردلاند.  انضم متحدثو الألمانية السويسرية بأعداد كبيرة.  التحق الفلمنكي البلجيكي بالهولنديين لتشكيل فيلق المتطوعون الهولنديون،  وانضم مواطنون من والون إلى فيلق والون.  بحلول نهاية عام 1943، كان حوالي ربع قوات الأمن الخاصة من الألمان من جميع أنحاء أوروبا،  وبحلول يونيو 1944، كان نصف فافن-إس إس من الرعايا الأجانب. 

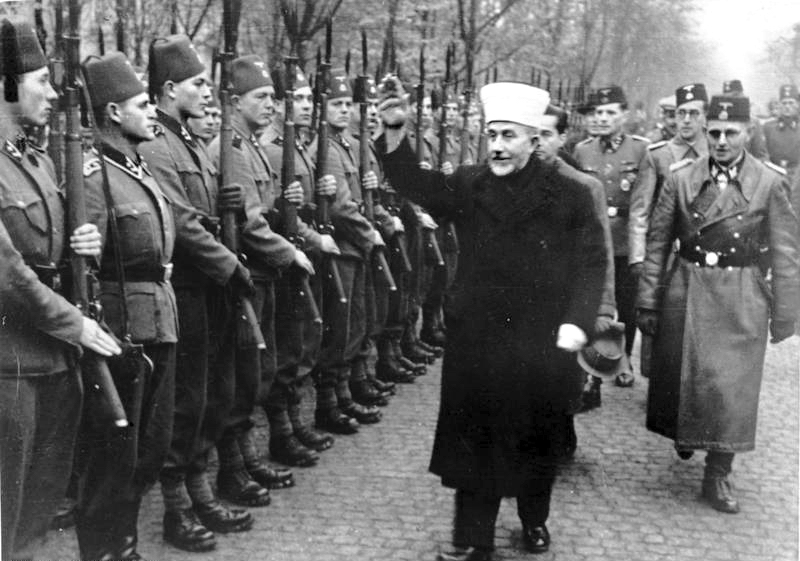
المفتي العام للقدس الحاج أمين الحسيني يستقبل متطوعين من قوات الأمن الخاصة البوسنية قبل مغادرتهم إلى الجبهة الشرقية، 1943

تمت إضافة وحدات إضافية لفافن-إس إس من الأوكرانيين والألبان من كوسوفو والصرب والكروات والتركيك والقوقازيين والقوزاق والتتار. من المحتمل أن يكون الأوكرانيون والتتار، الذين عانوا من الاضطهاد في عهد ستالين، مدفوعين في المقام الأول بمعارضة الحكومة السوفيتية بدلاً من الاتفاق الإيديولوجي مع قوات الأمن الخاصة.  قلد هيملر مفتي القدس أمين الحسيني رتبة إس إس-غروبنفهرر مايو 1943.  أستخدمت معاداة السامية والعنصرية ضد الصرب في وقت لاحق لتجنيد مسلمي البوسنة في الفرقة الجبلية فافن الثالثة عشر إس إس هاندشار التابعة لفافن-إس إس.  أدى أحتلال الاتحاد السوفيتي لدول البلطيق لمدة سنة في بداية الحرب العالمية الثانية إلى تجنيد متطوعين من لاتفيا وإستونيا في وحدات فافن-إس إس. كان لدى الفيلق الإستوني 1.280 متطوع تحت التدريب بحلول نهاية عام 1942.  خدم حوالي 25000 رجل في فرقة إس إس الإستونية، مع آلاف آخرين تم تجنيدهم في كتائب جبهة الشرطة ووحدات حرس الحدود.  قاتل معظم الاستونيين في المقام الأول لاستعادة استقلالهم وتوفي ما يصل إلى 15000 منهم في القتال إلى جانب الألمان.  في أوائل عام 1944، اتصل هيملر مع بوهل لاقتراح إطلاق سراح السجناء المسلمين من معسكرات الاعتقال لتكملة قواته الخاصة. 
كان الفيلق الهندي وحدة تابعة للفيرماخت تشكلت في أغسطس عام 1942 الذي تشكل أساسًا من الجنود الهنود الساخطين من الجيش الهندي البريطاني الذين تم أسرهم في حملة شمال إفريقيا. في أغسطس 1944 تم نقله تحت رعاية فافن-إس إس باسم الفيلق التطوعي الهندي التابع لفافن- إس إس.  كان هناك أيضًا قسم للمتطوعين الفرنسيين، إس س-شارلمان، والذي تم تشكيله في عام 1944 بشكل رئيسي من فلول فيلق المتطوعين الفرنسيين ضد البلشفية ولواء شتورم الفرنسية. 

## الرتب والزي الرسمي
أسست قوات الأمن الخاصة رمزها وطقوسها وعاداتها ورتبها وزيها الرسمي لتميزها عن غيرها من المنظمات. قبل عام 1929، أرتدى أعضاء إس إس الزي الرسمي البني مثل كتيبة العاصفة، مع إضافة ربطة عنق سوداء وقبعة سوداء مع رمز الجمجمة والعظام توتنكوبف (رأس الموت)، ثم أنتقلت إلى الزي الأسود بالكامل في عام 1932.   في عام 1935، اعتمدت الوحدات القتالية لإس إس زي الخدمة اللون الرمادي للارتداء اليومي. طورت قوات الأمن الخاصة أيضًا زيًا ميدانيًا خاصًا بها، والذي اشتمل على بدلات قابلة للانعكاس وأغطية خوذة مطبوعة بأنماط مموهة.  تم تصنيع الزي الرسمي في مئات المصانع المرخصة، وكان بعض العمال أسرى حرب يؤدون أعمال السخرة. تم إنتاج العديد منها في معسكرات الاعتقال. 
فهم هتلر والحزب النازي قوة الشعارات والشارات للتأثير على الرأي العام.  تم اختيار شعار صاعقة البرق لقوات الأمن الخاصة في عام 1932. الشعار هو زوج من الرونية من مجموعة من 18 رمانًا من أرمانين تم إنشاؤها بواسطة قايدو فون لست في عام 1906. وهو مشابه لرون Sowilō القديم، والذي يرمز إلى الشمس، ولكن أعيدت تسميته كـ "Sig" (النصر) في القائمة.  يرمز توتنكوبفإلى استعداد مرتديه للقتال حتى الموت، كما أنه يعمل على تخويف العدو. 

## تقديرات عدد إعضاء قوات الأمن الخاصة 1925-1945
بعد عام 1933 أصبحت الوظيفة في قوات الأمن الخاصة أكثر جاذبية للنخبة الاجتماعية في ألمانيا، الذين بدأوا الانضمام إلى الحركة بأعداد كبيرة، وعادة ما تكون مدفوعة الانتهازية السياسية. بحلول عام 1938 كان حوالي ثلث قادة قوات الأمن الخاصة أعضاء في الطبقة الوسطى العليا. انعكس الاتجاه بعد أول هجوم سوفيتي مضاد في عام 1942. 
| Year    | Membership                   | Reichsführer-SS                                   |
| ------- | ---------------------------- | ------------------------------------------------- |
| 1925    | 200                          | يوليوس شريك                                       |
| 1926    | 200                          | جوزيف بيرشتولد                                    |
| 1927    | 200                          | ارهارد هايدن                                      |
| 1928    | 280                          | ارهارد هايدن                                      |
| 1929    | 1٬000                        | هاينريش هيملر                                     |
| 1930–33 | 52٬000(the bandwagon effect) | rهاينريش هيملر (establishment of the Third Reich) |
| 1934–39 | 240٬000                      | هاينريش هيملر                                     |
| 1940–44 | 800٬000                      | هاينريش هيملر                                     |
| 1944–45 | غير معروف                    | Heinrich Himmler and Karl Hanke                   |

## مكاتب إس إس
بحلول عام 1942، كانت جميع أنشطة إس إس تدار من خلال اثني عشر مكتبًا رئيسيًا.  
- الموظفين الشخصيين لزعيم الرايخ إس إس
- مكتب قوات الأمن الخاصة الرئيسي (SS-HA)
- المكتب الرئيسي لقيادة قوات الأمن الخاصة
- مكتب الأمن الرئيسي للرايخ (RSHA)
- المكتب الاقتصادي والإداري الرئيسي (WVHA)
- شرطة النظام (المكتب الرئيسي لشرطة الأمر)
- المكتب الرئيسي لمحكمة أمن الدولة
- مكتب الأعراق والتجمعات الحضرية (RuSHA)
- افراد المكتب الرئيسي اس اس
- فولكسدويتشه متلشتله (المكتب الرئيسي للمساعدات الألمانية العرقية؛ فومي)
- مكتب التعليم إس إس
- المكتب الرئيسي لمفوض الرايخ لتوحيد الأمة الألمانية (RKFDV)

## قوات الأمن الخاصة النمساوية

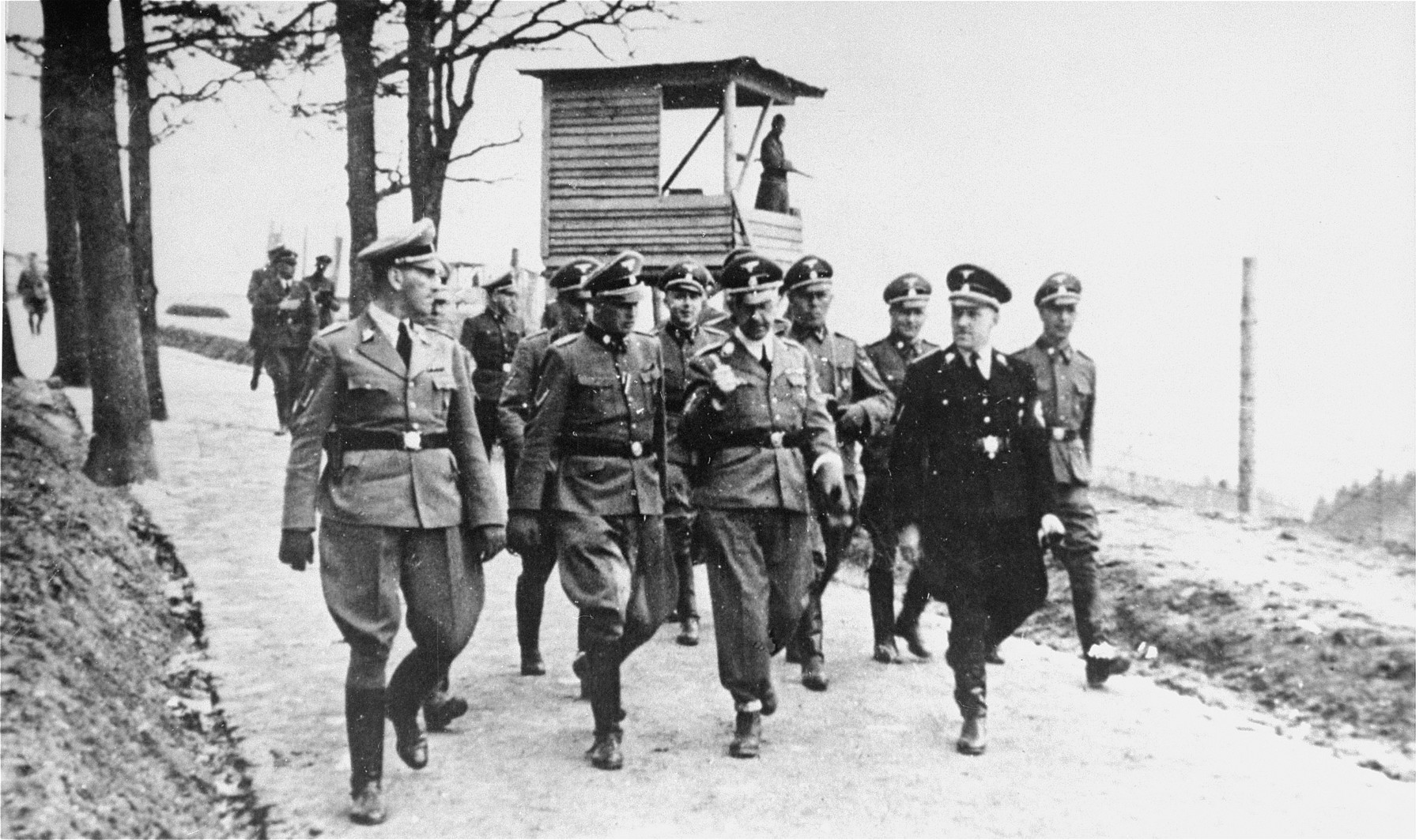
إرنست كالتينبرونر وهاينريش هيملر، وأغسطس إيغروبر، ومسؤولين آخرون من قوات الأمن الخاصة يزورون معسكر الاعتقال في ماوتهاوزن، 1941

غالبًا ما يستخدم مصطلح قوات الأمن الخاصة النمساوية لوصف هذا الجزء من أعضاء قوات الأمن الخاصة من النمسا، لكنه لم يكن أبدًا فرعًا معترفًا به في قوات الأمن الخاصة. على عكس أعضاء قوات الأمن الخاصة من الدول الأخرى، الذين تم تجميعهم إما في Germanic-SS أو الفيالق الأجنبية التابعة لفافن إس إس، كان أعضاء قوات الأمن الخاصة النمساويون أفراد قوات الأمن الخاصة منتظمين. كانو من الناحية الفنية تحت قيادة قوات الأمن الخاصة في ألمانيا، ولكن في كثير من الأحيان تصرفو بشكل مستقل فيما يتعلق بالشؤون النمساوية. تأسست قوات الأمن الخاصة النمساوية في عام 1930 وبحلول عام 1934 كانت بمثابة قوة سرية لتحقيق عملية آنشلوس مع ألمانيا، والتي وقعت في مارس 1938. وكان قادة قوات الأمن الخاصة النمساوية في وقت مبكر ارنست كالتينبرونر وأرتور زايس إنكفارت.  خدم أعضاء قوات الأمن الخاصة النمساويون في كل فرع من فروع قوات الأمن الخاصة. يلاحظ العالم السياسي David Art من جامعة تافتس أن النمساويين كانوا يشكلون 8 بالمائة من سكان الرايخ الثالث و13 بالمائة من قوات الأمن الخاصة. وذكر أن 40 في المائة من الموظفين و75 في المائة من القادة في معسكرات الموت كانوا نمساويين. 
بعد الضم، تم طي قوات الأمن الخاصة النمساوية إلى شوتزشتافل النمسا. تم تجنيد الفوج الثالث من إس إس-فافوغن شتوبر (دير فوهرر) والفوج توتنكوبف الرابع (أوستمارك) في النمسا بعد ذلك بوقت قصير. بناءً على أوامر هايدريش، بدأت الاعتقالات الجماعية للأعداء المحتملين للرايخ بعد أنشلوس مباشرة.  كان ماوتهاوزن هو أول معسكر اعتقال تم افتتاحه في النمسا بعد أنشلوس.  قبل غزو الاتحاد السوفيتي، كان ماوتهاوزن أقسى معسكرات الاعتقال في الرايخ الألماني الكبير. 
تم تحويل فندق متروبول إلى مقر للغيستابو في فيينا في أبريل 1938. مع وجود 900 موظف (80 في المئة منهم تم تجنيدهم من الشرطة النمساوية)، كان أكبر مكتب لغيستابو خارج برلين. يقدر عدد الأشخاص الذين تم استجوابهم أو تعذيبهم بحوالي 50,000 شخص.  ترأس الجستابو في فيينا فرانز جوزيف هوبر، الذي شغل أيضًا منصب رئيس الوكالة المركزية للهجرة اليهودية في فيينا . على الرغم من أن قادة بخكم الأمر الواقع هم أدولف إيشمان، وفي وقت لاحق ألويس برونر، إلا أن هوبر كان مسؤولاً عن الترحيل الجماعي لليهود النمساويين. 

## نشاط ما بعد الحرب

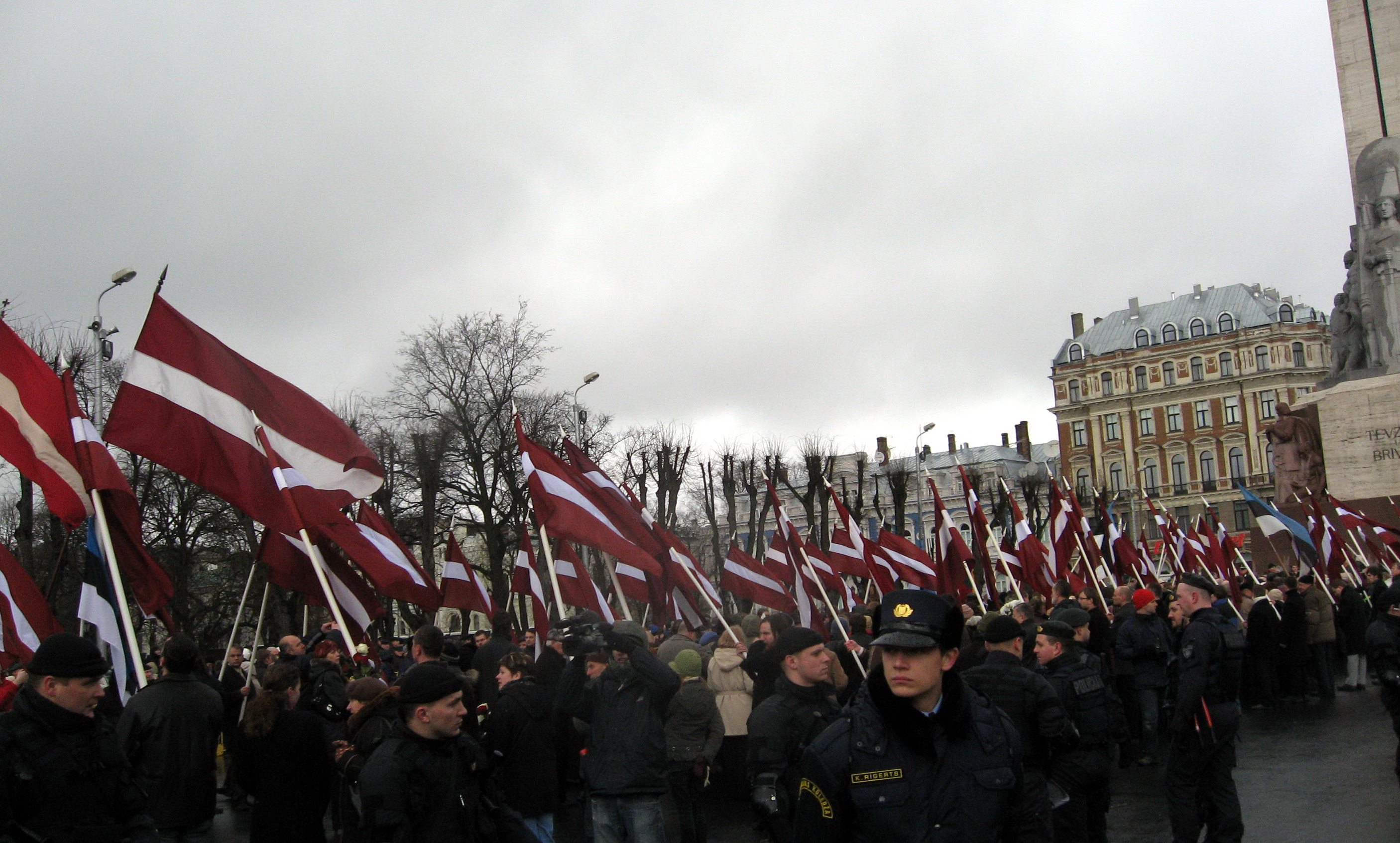
يوم إحياء ذكرى جوقة اللاتفية ، 16 مارس 2008

بعد انهيار ألمانيا النازية، تم حل قوات الأمن الخاصة.  العديد من أعضاء قوات الأمن الخاصة، والكثير منهم لا يزالون ملتزمين بالتعالييم والمبادئ النازية، حيث كانو طلقاء في ألمانيا وفي جميع أنحاء أوروبا.  في 21 مايو 1945، أعتقل البريطانيون هيملر، الذي كان متنكرًا مستخدما جواز سفر مزور. في معسكر اعتقال بالقرب من لونبورغ، انتحر من خلال عض كبسولة السيانيد.  فر العديد من الأعضاء البارزين الآخرين في قوات الأمن الخاصة، ولكن تم القبض على بعضهم بسرعة. تم القبض على إرنست كالتينبرونر، رئيس مكتب الأمن الرئيسي للرايخ وأعلى رتبة على قيد الحياة بعد انتحار هيملر، في جبال الألب البافارية.  كان من بين المتهمين الأربعة والعشرين الذين حوكموا في المحكمة العسكرية الدولية في 1945-1946. 
أعدم بعض أعضاء قوات الأمن الخاصة دون محاكمة والتعذيب والضرب على أيدي السجناء المفرج عنهم أو المشردين أو جنود الحلفاء.   أطلق جنود أمريكيون من الفوج 157، الذين دخلوا معسكر الاعتقال في داخاو في أبريل 1945 ورأوا الحرمان الإنساني والقسوة التي ارتكبتها قوات الأمن الخاصة، النار على بعض حراس قوات الأمن الخاصة المتبقين لمعسكرالأعتقال.  في 15 أبريل 1945، دخلت القوات البريطانية بيرغن بيلسن. جوعو حراس قوات الأمن الخاصة، وجعلوهم يعملون دون انقطاع، وأجبروهم على التعامل مع الجثث المتبقية، وطعنوهم بحراب أو ضربوهم بأعقاب بنادقهم إذا أبطأوا وتيرتهم في العمل.  سلم بعض أعضاء فيلق الاستخبارات العسكرية التابع للجيش الأمريكي حراس معسكرات قوات الأمن الخاصة الذين تم أسرهم إلى معسكرات النازحين، حيث عرفوا أنهم سيخضعون للإعدام بإجراءات صورية. 

### المحكمة العسكرية الدولية في نورمبرغ

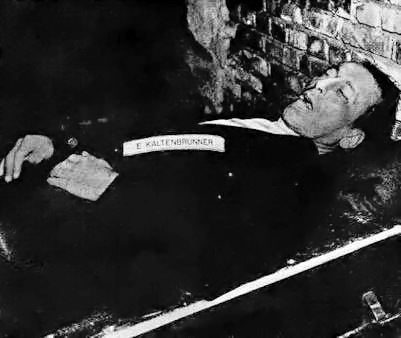
إرنست كالتنبرونر بعد الإعدام شنقا في 16 أكتوبر 1946

بدأ الحلفاء إجراءات قانونية ضد الأسرى النازيين، وأنشأوا المحكمة العسكرية الدولية في نورمبرغ في عام 1945.  أول محاكمة لجرائم الحرب إلى 24 شخصية بارزة مثل هيرمان جورينج وألبرت شبير ويواكيم فون ريبنتروب وألفريد روزنبرغ وهانز فرانك، بدات محاكمة كالتنبرونر في بداية نوفمبر 1945. وقد اتُهمو بأربع تهم: التآمر وشن حرب عدوانية وجرائم حرب وجرائم ضد الإنسانية في انتهاك للقانون الدولي.  تلقى اثنا عشر منهم عقوبة الإعدام، بما في ذلك كالتنبرونر، الذي أدين بارتكاب جرائم ضد الإنسانية وأُعدم في 16 أكتوبر 1946.  القائد السابق في أوشفيتز ورودولف هوس، الذي أدلى بشهادته نيابة عن كالتنبرونر وآخرين، تمت محاكمته وأعدم في عام 1947. 
 حاول العديد من المتهمين تبرئة أنفسهم باستخدام العذر بأنهم كانوا يتبعون أوامر عليا فقط، وكان عليهم أن يطيعوا دون قيد أو شرط كجزء من اليمين والواجب. لم تجد المحاكم أن هذا دفاع شرعي.  جرت محاكمة 40 من ضباط قوات الأمن الخاصة وحراس من أوشفيتز في كراكوف في نوفمبر 1947. وأدين معظمهم، وحكم على 23 بالإعدام.  بالإضافة إلى أولئك الذين حوكموا من قبل الحلفاء الغربيين، تمت محاكمة ما يقدر بنحو 37000 عضو من قوات الأمن الخاصة وإدانتهم في المحاكم السوفيتية. وشملت الأحكام الشنق أو العمل الشاق لفترات طويلة.  يقدر بيوتر سيويونسكي، مدير متحف أوشفيتز-بيركيناو، أنه من بين 70 ألف عضو من قوات الأمن الخاصة المتورطين في جرائم في معسكرات الاعتقال، تمت محاكمة ما بين 1.650 و1700 شخص فقط بعد الحرب.  أعلنت المحكمة العسكرية الدولية أن قوات الأمن الخاصة منظمة إجرامية في عام 1946. 

### الهروب

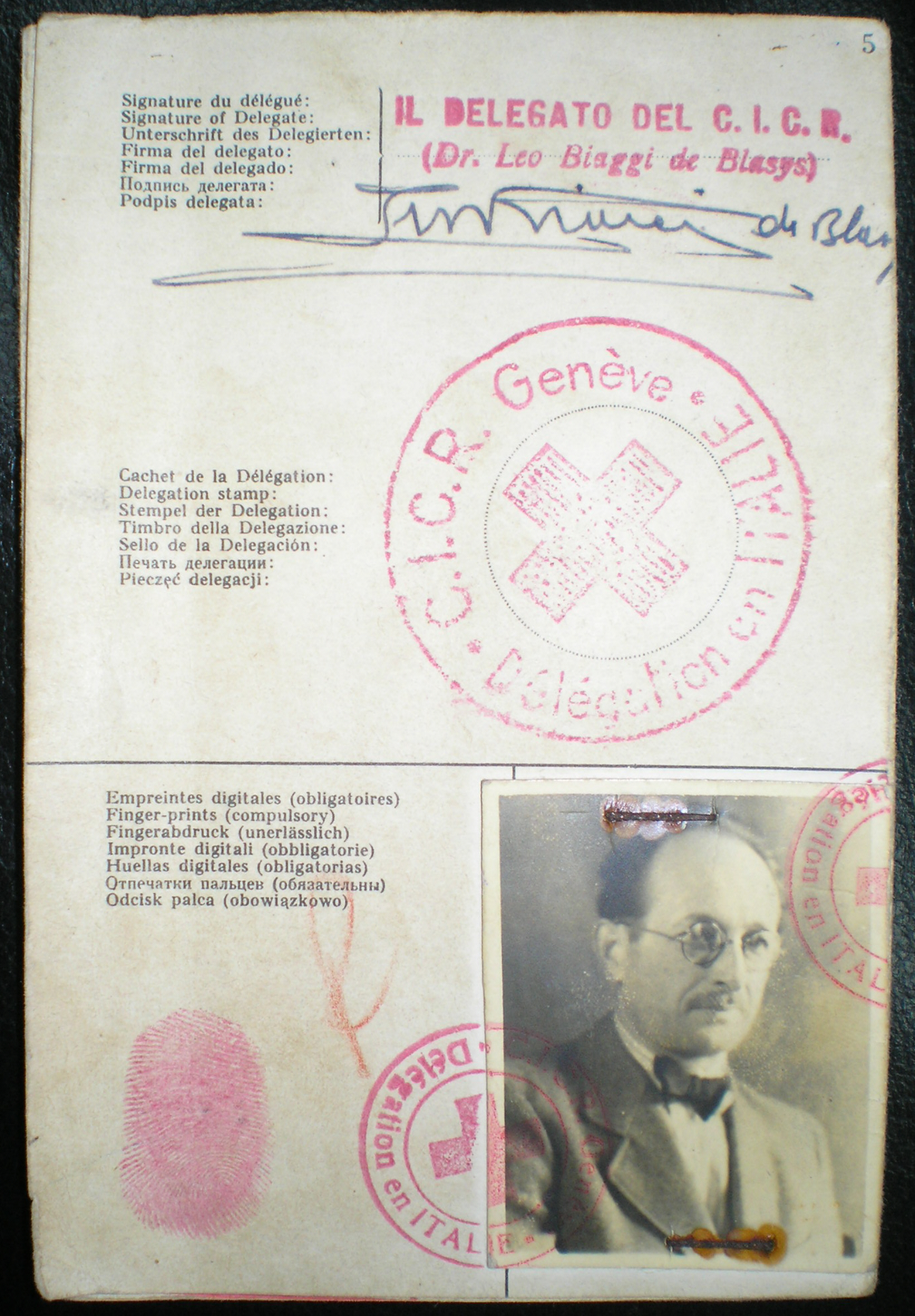
جواز سفر الصليب الأحمر تحت اسم «ريكاردو كليمنت» الذي استخدمه أدولف ايخمان لدخول الأرجنتين في عام 1950

بعد الحرب، فر الكثير من النازيين السابقين إلى أمريكا الجنوبية، وخاصة إلى الأرجنتين، حيث رحب بهم نظام خوان بيرون.  في الخمسينيات من القرن الماضي، اكتشف سجين في معسكر داخاو السابق لوثار هيرمان أن ريكاردو كليمنت المقيم في بوينس آيرس كان في الواقع أدولف أيخمان، الذي حصل في عام 1948 على هوية مزورة وتصريح دخول للأرجنتين من خلال منظمة أخرجها الأسقف الويس هودال، رجل دين نمساوي من المتعاطفين مع النازية، ثم يقيمون في إيطاليا.  تم القبض على ايخمان في بوينس آيرس في 11 مايو 1960 من قبل الموساد، وكالة الاستخبارات الإسرائيلية. في محاكمته في القدس عام 1961، أُدين وحُكم عليه بالإعدام شنقا. نُقل عن أيخمان قوله: «سأقفز في قبر ضاحك، لأن حقيقة أنني قتلت خمسة ملايين يهودي [أو أعداء الرايخ ، كما ادعى لاحقًا أنه قال] على ضميري تعطيني ارتياحًا غير عادي».  فر فرانز ستانغل، قائد تريبلينكا ، إلى أمريكا الجنوبية بمساعدة شبكة هودال. تم ترحيله إلى ألمانيا في عام 1967 وحُكم عليه بالسجن المؤبد في عام 1970. توفي في عام 1971. 
منجل، الذي كان قلقًا من أن اعتقاله يعني عقوبة الإعدام، فر من ألمانيا في 17 أبريل 1949.  بمساعدة شبكة من أعضاء SS السابقين، سافر إلى جنوة، حيث حصل على جواز سفر تحت الاسم المستعار «هيلموت جريجور» من اللجنة الدولية للصليب الأحمر . أبحر إلى الأرجنتين في يوليو.  وإدراكًا منه أنه لا يزال رجلاً مطلوبًا، انتقل إلى باراجواي في عام 1958 والبرازيل في عام 1960. وفي كلتا الحالتين كان يساعده طيار لوفتفافه السابق هانز أولريش رودل.  عانى منجل من سكتة دماغية أثناء السباحة وغرق في عام 1979. 
فر الآلاف من النازيين، بمن فيهم أعضاء سابقون في قوات الأمن الخاصة مثل حرس تراونيكي جاكوب ريمر والمتعاون الشركسي تسيريم سوبزوكوف، إلى الولايات المتحدة تحت ستار اللاجئين، مستخدمين في بعض الأحيان وثائق مزورة.  تم توظيف رجال آخرين من قوات الأمن الخاصة، مثل Soobzokov وضابط الأس ديSoobzokovفيلهلم هوتيل ومساعد Eichmann أوتو فون بولشوينج، ومجرم الحرب Theodor Saevecke، من قبل وكالات الاستخبارات الأمريكية ضد السوفييت. كما أشار ضابط المخابرات المركزية الأمريكية هاري روزيتسك، "لقد كان عملاً شجاعاً استخدام أي فاسق طالما كان معاديًا للشيوعية. ... الحماس أو الرغبة في تجنيد المتعاونين تعني أنه من المؤكد أنك لم تنظر في أوراق اعتمادهم عن كثب. "  وبالمثل، استخدم السوفييت أفراد قوات الأمن الخاصة بعد الحرب؛ عملية ثيو، على سبيل المثال، نشر" شائعات هدامة " "في ألمانيا المحتلة من قبل الحلفاء. 
تكهن سايمون فيزنتال وآخرون حول وجود اسم النازية للشبكة الفارين المسماة أوديسسا (اختصار لـ Organization der ehemaligen SS-Angehörigen، منظمة أعضاء SS إس إس السابقين) والتي يُزعم أنها ساعدت مجرمي الحرب في العثور على ملاذ آمن في أمريكا اللاتينية.  الكاتبة البريطانية جيتا سيريني، التي أجرت مقابلات مع رجال قوات الأمن الخاصة، القصة غير صحيحة وتنسب الهاربين إلى فوضى ما بعد الحرب وشبكة هودال التي مقرها الفاتيكان. بينما لا يزال وجود ODESSA غير مثبت، تلاحظ سيريني «بالتأكيد كان هناك أنواع مختلفة من منظمات الإغاثة النازية بعد الحرب - كان من المدهش لو لم تكن هناك».